# Конвой PQ-17
PQ-17 — арктический конвой времён Второй мировой войны, ставший известным большими потерями. PQ-17 был отправлен в СССР 27 июня 1942 года со стратегическими грузами и военной техникой из США, Канады и Великобритании. В его состав входило 35 грузовых судов. Прикрытие конвоя осуществлялось несколькими группами кораблей союзников. Непосредственное прикрытие конвоя осуществлялось британскими эсминцами, кораблями ПВО, тральщиками и вооружёнными траулерами, находящимися под командованием коммандера Джона Брума. Вблизи конвоя находилось также соединение британских и американских крейсеров под командованием контр-адмирала Луиса Гамильтона. Дальнее прикрытие конвоя осуществляло соединение тяжёлых британских и американских кораблей, в состав которого входили авианосец и два линкора. Германские ВМС провели операцию «Ход конём» (нем. Rösselsprung), целью которой было уничтожение конвоя. Планировалось нанести по конвою PQ-17 совместный удар силами надводных кораблей, подводных лодок и авиации.
Сопровождавшая конвой крейсерская группа под командованием адмирала Гамильтона должна была покинуть конвой на долготе острова Медвежий, однако, прикрывая конвой, зашла дальше. В результате полученных разведданных 4 июля 1942 года из Адмиралтейства поступил личный приказ первого морского лорда Дадли Паунда: «Конвою рассеяться!». Крейсерская группа получила приказ отойти на запад из-за опасения атаки вышедшего в море немецкого соединения во главе с линкором «Тирпиц».
Получив неоднозначный приказ и думая, что крейсерская группа уходит на бой с германскими надводными кораблями, Гамильтон одобрил предложение командира прикрытия конвоя Брума о присоединении эсминцев конвоя к крейсерскому соединению. Как выяснилось впоследствии, информация о выходе немецкого линкора оказалась неточной. Рассеявшиеся суда конвоя, поодиночке прорывавшиеся в Архангельск в сопровождении оставшихся кораблей конвоя, в условиях полярного дня стали лёгкой добычей немецких подлодок и авиации. В результате 22 транспорта и 2 вспомогательных судна из состава конвоя были потоплены.

## Предыстория

### Ленд-лиз и арктические конвои
На Московской конференции 29 сентября — 1 октября 1941 года СССР, Великобритания и США достигли соглашения о взаимных поставках. Самые короткие пути поставок в СССР через Чёрное и Балтийское моря были блокированы противником. Оставались только три пути: северный, тихоокеанский и иранский. Относительно безопасным был только тихоокеанский, однако переход по нему занимал 18—20 суток, после чего грузы по железной дороге нужно было везти через всю территорию СССР. Кроме того, после вступления в войну Японии доставкой грузов по этому пути могли заниматься только советские суда, которые, несмотря на нейтралитет СССР, подвергались нападениям японцев. Ещё более длительным был путь через Иран: суда из Нью-Йорка через мыс Доброй Надежды шли 75 суток, затем грузы приходилось везти по территории Ирана и через юг СССР. Самым коротким из доступных был путь из Великобритании вокруг оккупированной немцами Норвегии, составлявший 1800—2000 миль, на преодоление которых требовалось 10—14 суток.
По договору, в месяц должно было перевозиться порядка 500 тыс. тонн грузов. Из них Советский Союз мог перевезти только 1/5. К тому же Северный флот СССР, состоявший на начало войны из 51 корабля, включая 8 эсминцев и 15 подлодок, имел ограниченные возможности по охране этих судов. Ответственность за организацию конвоев и их непосредственное охранение на всём протяжении маршрута из Исландии в СССР и обратно возлагалась на британское Адмиралтейство. Между британским и советским Северным флотом были поделены зоны ответственности, граница которых проходила в Баренцевом море по меридиану 20° восточной долготы. В своей зоне ответственности флот СССР должен был вести разведку кромки арктического льда, осуществлять блокирование своими подводными лодками выхода надводных кораблей, разведку аэродромов, поиск и уничтожение подводных лодок противника и обеспечивать встречу конвоя.
Линия фронта проходила в 40 км от незамерзающего порта в Мурманске, а сам город подвергался постоянным бомбардировкам и оборудование порта было эвакуировано. Поэтому первые поставки шли в порт Архангельск. 31 августа в него прибыл первый конвой «Дервиш» (позже он получил индекс PQ-0) из шести транспортов. Возможности Архангельского порта были ограничены, и с октября 1941 года были проведены масштабные дноуглубительные работы и строительство новых причалов, железнодорожных путей и установка кранов. 11 октября в Архангельск прибыл первый караван PQ-1. К зиме 1941 года стало понятно, что замерзающий Архангельск не сможет принимать конвои и с ноября 1941 началось восстановление порта в Мурманске и работы по удлинению причалов и пирсов. 11 января 1942 в Мурманск прибыл первый союзный конвой PQ-7.
По северному маршруту до конца 1941 года в СССР было доставлено 154 000 тонн грузов из общего количества 360 778 тонн, что составило более 40 %. Первое время маршрут был сравнительно безопасным. С сентября по декабрь 1941 года в составе 7 конвоев серии PQ без единой потери было проведено 53 судна, доставившие 750 танков, 800 самолётов, 2300 автомобилей и более 100 000 тонн других грузов. Первым конвоем, подвергнувшимся атакам подводных лодок, стал PQ-7A. 2 января 1942 года подводной лодкой U-134 был потоплен британский транспорт «Вазиристан». Все последующие арктические конвои подвергались атакам немецких подводных лодок и авиации. К февралю 1942 года в составе 12 конвоев было проведено 93 судна и одно потеряно. Первые потери в Арктике понесли и ВМС Великобритании. 17 января 1942 года при проводке конвоя PQ-8 в результате атаки подводной лодки U-454 был потоплен эсминец HMS «Matabele».
Возросшая активность британского флота на севере не осталась незамеченной в Германии. Масла в огонь подлили и диверсионные рейды британских кораблей к побережью Норвегии 26 и 27 декабря. Опасаясь возможной высадки союзников в Норвегии, Гитлер заявил:

Немецкий флот должен поэтому использовать все свои силы для обороны Норвегии.
— Wolfram Wette, Wilhelm Deist, Manfred Messerschmidt. Germany and the Second World War: Volume I The Build-Up of German Aggression (англ.). — New York: Oxford University Press, 1991. — P. 444. — 832 p. — ISBN 019822866X.
Для этой цели в Норвегию перебрасывались и тяжёлые немецкие корабли, которые к тому же можно было использовать для атаки северных конвоев. 16 января 1942 года в Тронхейме бросил якорь линкор «Тирпиц», однотипный со знаменитым «Бисмарком». 21—23 февраля в Тронхейм пришли «карманный линкор» «Адмирал Шеер» и тяжёлый крейсер «Принц Ойген», переведённые с Балтики. Присутствие этих кораблей в Норвегии потребовало от Адмиралтейства прикрытия конвоев тяжёлыми кораблями — линкорами и авианосцами. Из-за угрозы со стороны немецкой авиации тяжёлые корабли могли находиться только в дальнем охранении на линии Исландия — остров Ян-Майен. По предложению английского адмирала Джона Тови было решено совместить по времени проводку конвоя в СССР с обратным конвоем порожних судов, чтобы обеспечить прикрытие их тяжёлыми кораблями и усилить непосредственное сопровождение. Первыми конвоями, проведёнными по такой схеме, стали PQ-12 и QP-8.
Конвой PQ-12 вышел в море 1 марта 1942 года. В составе сил дальнего прикрытия находились линейные корабли «Кинг Джордж V», «Дюк оф Йорк», линейный крейсер «Ринаун» и авианосец «Викториес». 6 марта на перехват конвоя вышел «Тирпиц». Видимость была плохой, поэтому немецкие корабли не смогли найти конвой. А 9 марта 12 торпедоносцев с «Викториеса» вышли в атаку на обнаруженный «Тирпиц». Атака была безрезультатной, но не на шутку напугала немцев. Из охоты на «Бисмарк» уроки извлекли все. Так же как англичане опасались мощи «Тирпица», так же и немцы опасались атак английской палубной авиации.
Увеличивающийся полярный день предоставлял больше возможностей немцам для атак авиацией. Конвои, вынужденные обходить льды, проходили в опасной близости от баз немецкой авиации в Норвегии. Потери возрастали, и Адмиралтейство неоднократно предлагало прекратить проводку конвоев, но эти предложения отклонялись по политическим причинам. При проводке конвоев PQ-13 и QP-9 был повреждён лёгкий крейсер «Тринидад». В начале мая при проводке конвоев PQ-15 и QP-11 был потерян лёгкий крейсер «Эдинбург» с грузом советского золота, отправленного в счёт оплаты поставок, не входящих в ленд-лиз и в качестве «обратного ленд-лиза». Малые ремонтные возможности советских северных верфей вынудили отправить «Тринидад» на ремонт в Великобританию. На обратном пути крейсер был потоплен германской авиацией в Баренцевом море.

### Операция «Rösselsprung»
В конце весны 1942 года германские ВМС начали планирование операции «Rösselsprung» (рус. Ход конём), целью которой было уничтожение одного из конвоев PQ. Планировалось нанести сосредоточенный удар по конвою силами надводных кораблей, подводных лодок и авиации. 15 июня адмирал Редер доложил Гитлеру о плане операции. Условием проведения операции называлось отсутствие риска встречи с превосходящими силами английского флота и обеспечение люфтваффе воздушного прикрытия «Тирпицу». Немецкий адмирал Шнивинд, командующий немецкими надводными силами на Севере, планировал атаковать конвой к востоку от острова Медвежий, между 20 и 30 градусами восточной долготы.
Схема управления была достаточно сложной. Тактическое руководство соединением надводных кораблей поручалось Отто Шнивинду, державшему флаг на «Тирпице». Подводными силами командовал адмирал Хуберт Шмундт, находившийся в Нарвике на борту командно-штабного корабля «Танга». Оперативное руководство было возложено на генерал-адмирала Карльса, который должен был осуществлять управление надводными и подводными силами из штаба ВМС группы «Север», располагавшегося в Киле. Немецким ВВС было приказано вести разведку в интересах ВМС. ВВС ставилась задача по обнаружению конвоя и тяжёлых кораблей прикрытия. После обнаружения авиация должна была следить за их перемещениями, сообщая о них ВМС. ВВС также должны были осуществлять истребительное прикрытие линейных сил немецкого флота и вывод их на корабли охранения конвоя. Тяжёлым надводным кораблям отводилась задача уничтожения охранения конвоя. Основной задачей эсминцев было прикрытие своих линейных сил от торпедных атак эсминцев противника. После нейтрализации охранения конвоя авиация и подводные лодки должны были заняться уничтожением транспортов.
Немецкие ВМС располагали в Норвегии двумя группами тяжёлых кораблей. На якоре в Тронхейме стояли линкор «Тирпиц» и тяжёлый крейсер «Адмирал Хиппер». Их охранение должны были составить пять эсминцев и два миноносца. Менее быстроходные «карманные линкоры» «Лютцов» и «Адмирал Шеер» должны были выйти из Нарвика в сопровождении пяти эсминцев. После получения приказа о начале операции первая группа должна была выйти из Тронхеймсфьорда в Вестфьорд. Вторая группа из Нарвика должна была выйти в Альта-фьорд. После заправки с танкеров эсминцы и остальные корабли должны были ожидать приказа из Киля. Получив данные о местонахождении конвоя, кораблям следовало встретиться в ста милях северо-западнее мыса Нордкап и двигаться на перехват конвоя восточнее острова Медвежий.
К середине июня в море вышли U-657, U-88, U-355, U-334. 18 июня из Тронхейма вышла U-457, а 23 июня U-255 из Нарвика и U-456 из Бергена. К середине июня численность лодок арктической «волчьей стаи» была доведена до десяти.

### Обстановка накануне и план проводки конвоя PQ-17
К весне 1942 года темп отправки арктических конвоев снизился. Наступающее полярное лето позволяло силам 5-го воздушного флота люфтваффе круглосуточно наносить удары по кораблям. Анализируя трудности с проводкой конвоев в марте и апреле, адмирал Тови передал в адмиралтейство: «Если конвои должны следовать по политическим соображениям, нужно ожидать очень тяжёлых потерь». Его мнение поддержал и первый морской лорд Дадли Паунд. К концу апреля в портах США и Великобритании находилось 107 судов с грузами, ожидавшими отправки. Однако протокол о поставках чётко оговаривал, что и когда должно быть поставлено. Сталин требовал от Черчилля «принять все необходимые меры, чтобы обеспечить прибытие указанных грузов в СССР в течение мая, так как это исключительно важно для нашего фронта». Ему вторил и президент США Рузвельт, который в своём послании 27 апреля 1942 года писал Черчиллю: «Соединённые Штаты предприняли настолько большое усилие с целью обеспечения России поставками материалов, что, по его мнению, блокировать эти материалы было бы серьёзной ошибкой, если это не оправдывается непреодолимыми препятствиями». В этой обстановке британским премьер-министром было принято решение о продолжении проводки арктических конвоев. В своём обращении к Адмиралтейству он писал:

Не только премьер Сталин, но и президент Рузвельт будут весьма разочарованы, если мы прекратим сейчас отправку конвоев. Русские ведут тяжёлые бои и ждут, что мы пойдём на риск и, если потребуется, понесём потери в соответствии с нашими обязательствами. Американские суда ждут своей очереди к отправке. Сознавая большую и реальную опасность, я лично считаю, что конвой (PQ-16) должен выйти в море 18 мая. Операция будет оправданна, если к месту назначения дойдёт хотя бы половина судов.
21 марта в состав ВВС Северного флота был включён 95-й истребительный авиационный полк (ИАП), имевший на вооружении две эскадрильи дальних истребителей Пе-3. Его основной задачей было прикрытие конвоев на дистанции до 200 км от входа в Кольский залив.
Конвой PQ-16 вышел из Рейкьявика 21 мая в составе 35 судов, став самым большим из отправленных в СССР до этого времени. Обратный конвой QP-12 состоял из 15 судов. Для усиления ближнего прикрытия было выделено четыре крейсера. Учитывая печальный опыт «Эдинбурга» и «Тринидада», крейсера, до этого осуществляя ПВО конвоя, согласно инструкциям Адмиралтейства покинули его в 250 милях юго-западнее (WSW) острова Медвежий. Несмотря на непрекращающиеся массированные воздушные атаки с одновременным применением торпедоносцев и пикировщиков, конвой дошёл до Мурманска и Архангельска, потеряв только семь судов, что было признано успехом. Обратный конвой прошёл без потерь.
В соответствии с обещаниями Черчилля Рузвельту о интервале между конвоями в три недели следующий должен был выйти в море 11 июня. Но Адмиралтейство столкнулось с нехваткой эскортных кораблей. Из-за необходимости проводки конвоя на Мальту, выход PQ-17 был сначала перенесён на 17 июня, а затем на 27. Это привело к тому, что PQ-17 стал целью немецкой операции «Ход конём». В целом план проводки этого конвоя был таким же, как и для PQ-16. Выделить эскортный авианосец не удалось. Ближнее прикрытие должно было осуществляться эскортными силами под командованием коммандера Брума. Крейсерское соединение, состоящее из четырёх крейсеров, должно было осуществлять прикрытие конвоя от надводных сил противника западнее острова Медвежий, до 25° в. д. Ему в любом случае запрещалось вступать в бой с соединением, в составе которого будет «Тирпиц». Задачу нейтрализации «Тирпица» должна была решить группа дальнего прикрытия в составе авианосца и двух линкоров. Восточнее острова Медвежий защиту от надводных кораблей могли обеспечить только подводные лодки. Две из них должны были идти с конвоем, а остальные одиннадцать были предварительно развёрнуты на пути возможного движения немецких кораблей.
С целью дезориентации противника был запланирован выход в море ложного конвоя — соединения «X» (англ. Force X, Operation ES). В его состав должны были войти несколько транспортов под охранением эсминцев и крейсеров. Конвой должен был имитировать диверсионное соединение, предназначенное для высадки в южной Норвегии. Курс сил дальнего прикрытия конвоя PQ-17 был подобран так, чтобы у немцев сложилось впечатление, что линкоры и авианосец прикрывают диверсионное подразделение. Предполагалось, что информация о ложном конвое заставит немцев использовать тяжёлые корабли для обороны Норвегии и отвлечёт их от конвоя PQ-17.
Весной и летом 1942 года возобновилось противоборство люфтваффе и советской авиации над Кольским полуостровом. Германия наращивала свою авиационную группировку. В течение весны 1942 года численность боевых самолётов возросла почти в два раза. В мае — июне 1942 года люфтваффе фактически захватили господство в воздухе и подвергали постоянным налётам Мурманск, в результате которых город, в котором было много деревянных построек, сгорел, а порт был разрушен и фактически не мог принимать суда.

## Конвой PQ-17

### Силы сторон

#### Союзники
Состав конвоя
Конвой состоял из 35 транспортов, включая 22 американских, 8 британских, 2 панамских, 1 голландский и 2 советских (танкеры «Донбасс» и «Азербайджан»). С конвоем шли три британских спасательных судна (переоборудованные пассажирские суда) «Зафаран», «Замалек», «Рэтлин» и эскадренный танкер для заправки эскортных кораблей (первоначально это был RFA «Grey Ranger», но из-за его повреждения он был заменён на RFA «Aldersdale» из соединения «Q»). В некоторых источниках упоминается, что с конвоем был запланирован выход 36-го транспорта «Вест Готомска», но из Рейкьявика он не выходил, по всей видимости, из-за проблем с двигателем.
Из Исландии вместе с PQ-17 вышло соединение «Q», которое должно было в районе острова Ян-Майен отсоединиться и ждать обратный конвой QP-13. В его состав входили эсминец HMS «Douglas» (D 90) и эскадренный танкер RFA «Aldersdale».
Груз конвоя включал 297 самолётов, 594 танка, 4246 грузовиков, а также авиационный бензин и другие материалы массой 156 492 тонны. Стоимость груза составляла около 700 млн долларов в ценах 1942 года. Этих грузов могло хватить для обеспечения армии численностью 55 000 человек.
Одно из судов («Эмпайр Тайд») было оборудовано катапультой с истребителем Sea Hurricane IA (англ. CAM ship — Catapult Aircraft Merchantman). Катапульта позволяла запустить истребитель на перехват противника, однако после выполнения задания лётчик не мог совершить посадку на транспорт ввиду отсутствия на последнем полётной палубы. Самолёт фактически был одноразовым, а пилот мог рассчитывать на спасение лишь при удачной посадке на воду вблизи одного из своих судов.
Все суда конвоя были оборудованы аэростатами заграждения. На палубах судов для защиты устанавливались зенитные орудия, обслуживанием которых занимались специальные военные команды. В общей сложности на судах были установлены 33 орудия калибром от 40 до 102-мм, 33 20-мм автомата «Эрликон» и более 207 различных пулемётов.
| Суда конвоя                                                   | Суда конвоя    | Суда конвоя        | Суда конвоя          | Суда конвоя    | Суда конвоя                              | Суда конвоя | Суда конвоя | Суда конвоя | Суда конвоя |
| № п/п                                                         | Номер в конвое | Название судна     | Английское           | Флаг           | Тип                                      | Экипаж      | Тоннаж, БРТ | Год         | Судьба |
| ------------------------------------------------------------- | -------------- | ------------------ | -------------------- | -------------- | ---------------------------------------- | ----------- | ----------- | ----------- | --- |
| 1                                                             | 53             | Алькоа Рейнджер    | Alcoa Ranger         | США            | транспорт                                | 53          | 5116        | 1919        | Потоплен подводной лодкой. 7 июля, U-255 |
| 2                                                             | 74             | Олдерсдейл         | RFA Aldersdale (X34) | Великобритания | танкер с топливом для кораблей охранения | 74          | 8402        | 1937        | Потоплен подводной лодкой. 7 июля 16:00. ПЛ U-457 |
| 3                                                             | 64             | Азербайджан        | Azerbaidjan          | СССР           | транспорт                                | 64          | 6114        | 1932        | Прибыл в Архангельск |
| 4                                                             | 42             | Беллингем          | Bellingham           | США            | транспорт                                | 43          | 5345        | 1920        | Прибыл в Архангельск |
| 5                                                             | 72             | Бенджамин Харрисон | SS Benjamin Harrison | США            | транспорт                                | 72          | 7191        | 1942        | Прибыл в Архангельск |
| 6                                                             | 23             | Болтон Кастл       | Bolton Castle        | Великобритания | транспорт                                | 23          | 5203        | 1939        | Потоплен авиацией. 5 июля. |
| 7                                                             | 92             | Карлтон            | Carlton              | США            | транспорт                                | 92          | 5127        | 1920        | Потоплен подводной лодкой. 5 июля U-88 |
| 8                                                             | 81             | Кристофер Ньюпорт  | Christopher Newport  | США            | транспорт                                | 81          | 7191        | 1942        | Потоплен подводной лодкой. 4 июля U-457 |
| 9                                                             | 93             | Дэниэл Морган      | Daniel Morgan        | США            | транспорт                                | 93          | 7177        | 1942        | Потоплен подводной лодкой. 5 июля U-88 |
| 10                                                            | 34             | Донбасс            | Donbass              | СССР           | транспорт                                | 34          | 7925        | 1935        | Прибыл в Архангельск |
| 11                                                            | 62             | Эрлстон            | Earlston             | Великобритания | транспорт                                | 62          | 7195        | 1941        | Потоплен подводной лодкой. 5 июля U-334 |
| 12                                                            | 22             | Эль Капитан        | El Capitan           | Панама         | транспорт                                | 22          | 5255        | 1917        | Потоплен подводной лодкой. 10 июля U-251 |
| 13                                                            | 71             | Эмпайр Байрон      | SS Empire Byron      | Великобритания | транспорт                                | 71          | 6645        | 1941        | Потоплен подводной лодкой. 5 июля U-703 |
| 14                                                            | 63             | Эмпайр Тайд        | Empire Tide          | Великобритания | транспорт                                | 63          | 6978        | 1941        | Прибыл в Архангельск |
| 15                                                            |                | Эксфорд            | Exford               | США            | транспорт                                |             | 4969        | 1919        | Отделился от конвоя 29 июня, после получения повреждения от льда. Вернулся в Рейкьявик. |
| 16                                                            | 88             | Фэйрфилд Сити      | Fairfield City       | США            | транспорт                                | 82          | 5686        | 1921        | Потоплен авиацией. 5 июля. |
| 17                                                            | 52             | Грэй Рейнджер      | Gray Ranger          | Великобритания | танкер с топливом для кораблей охранения | 52          | 3313        | 1941        | Отделился от конвоя после получения повреждения 29 июня от плавающего льда. Вместо Олдерсдейл остался у острова Ян Майен в ожидании конвоя QP-13 (Ирвинг)                                               |
| 18                                                            | 31             | Хартлбери          | Hartlebury           | Великобритания | транспорт                                | 31          | 5082        | 1934        | Потоплен подводной лодкой. 7 июля 20:00 U-355 |
| 19                                                            | 83             | Хоному             | Honomu               | США            | транспорт                                | 83          | 6977        | 1919        | Потоплен подводной лодкой. 5 июля U-456. |
| 20                                                            | 12             | Хузиер             | Hoosier              | США            | транспорт                                | 12          | 5060        | 1920        | Потоплен подводной лодкой. 10 июля U-376 |
| 21                                                            | 13             | Айронклэд          | Ironclad             | США            | транспорт                                | 13          | 5685        | 1919        | Прибыл в Архангельск |
| 22                                                            | 84             | Джон Уайтерспун    | John Witherspoon     | США            | транспорт                                | 84          | 7191        | 1942        | Потоплен подводной лодкой. 6 июля U-255 |
| 23                                                            | 42             | Нэйварино          | Navarino             | Великобритания | транспорт                                | 42          | 4841        | 1937        | Потоплен авиацией. 5 июля. |
| 24                                                            | 73             | Оушен Фридом       | Ocean Freedom        | Великобритания | транспорт                                | 73          | 7173        | 1942        | Прибыл в Архангельск |
| 25                                                            | 33             | Олопана            | Olopana              | США            | транспорт                                | 33          | 6069        | 1920        | Потоплен подводной лодкой. 8 июля, U-255 |
| 26                                                            | 41             | Пан Атлантик       | Pan Atlantic         | США            | транспорт                                | 41          | 5411        | 1919        | Потоплен авиацией. 6 июля |
| 27                                                            | 32             | Пан Крафт          | SS Pan Kraft         | США            | транспорт                                | 32          | 5644        | 1919        | Потоплен авиацией. 7 июля 06:00 |
| 28                                                            | 11             | Паулюс Поттер      | Paulus Potter        | Нидерланды     | транспорт                                | 11          | 7168        | 1942        | Потоплен подводной лодкой. 13 июля, U-255. Найден брошенный экипажем после бомбардировки 5 июля. Обследован на предмет возможности дойти до Норвегии. Из-за повреждений принято решение затопить судно. |
| 29                                                            | 61             | Питер Керр         | Peter Kerr           | США            | транспорт                                | 61          | 6476        | 1920        | Потоплен авиацией. 5 июля. |
| 30                                                            | 35             | Рэтлин             | Rathlin              | Великобритания | спасательное судно                       | 35          | 1600        | 1936        | Прибыл в Архангельск 7 июля |
| 31                                                            |                | Ричард Блэнд       | Richard Bland        | США            | транспорт                                |             | 7191        | 1942        | Отделился от конвоя 27 июня. Вернулся в Рейкьявик, после того как получил пробоину, наскочив на подводную скалу (Ирвинг)                                                                                |
| 32                                                            | 51             | Ривер Афтон        | SS River Afton       | Великобритания | транспорт                                | 51          | 5479        | 1935        | Потоплен подводной лодкой. 5 июля, U-703 |
| 33                                                            | 91             | Сэмюэль Чейз       | Samuel Chase         | США            | транспорт                                | 91          | 7191        | 1942        | Прибыл в Архангельск |
| 34                                                            | 44             | Сильвер Сворд      | Silver Sword         | США            | транспорт                                | 44          | 4937        | 1919        | Прибыл в Архангельск |
| 35                                                            | 24             | Трубэдуэ           | Troubador            | Панама         | транспорт                                | 24          | 6428        | 1920        | Прибыл в Архангельск |
| 36                                                            | 21             | Вашингтон          | Washington           | США            | транспорт                                | 21          | 5564        | 1919        | Потоплен авиацией. 5 июля. |
| 37                                                            |                | Вест Готомска      | SS West Gotomska     | США            | транспорт                                |             | 5728        | 1918        | Отделился от конвоя. Вернулся в Рейкьявик |
| 38                                                            | 14             | Уильям Хупер       | William Hooper       | США            | транспорт                                | 14          | 7177        | 1942        | Потоплен подводной лодкой. 4 июля, U-334 |
| 39                                                            | 54             | Уинстон-Сэйлем     | Winston-Salem        | США            | транспорт                                | 54          | 6223        | 1920        | Прибыл в Архангельск |
| 40                                                            | 55             | Зафаран            | Zaafaran             | Великобритания | спасательное судно                       | 55          | 1559        | 1921        | Потоплен авиацией. 5 июля. |
| 41                                                            | 94             | Замалек            | Zamalek              | Великобритания | спасательное судно                       | 94          | 1567        | 1921        | Прибыл в Архангельск |
| Расположение торговых судов в конвое PQ-17 к 4 июля 1942 года |                |                    |                      |                |                                          |             |             |             | |
|                                                               |                |                    |                      |                |                                          |             |             |             | |

| Перечень грузов конвоя PQ-17 | Перечень грузов конвоя PQ-17 | Перечень грузов конвоя PQ-17 | Перечень грузов конвоя PQ-17 |
| Тип груза                    | Доставлено                   | Потеряно                     | Всего                        |
| ---------------------------- | ---------------------------- | ---------------------------- | ---------------------------- |
| Автомобили, шт.              | 896                          | 3350                         | 4246                         |
| Танки, шт.                   | 164                          | 430                          | 594                          |
| Самолёты, шт.                | 87                           | 210                          | 297                          |
| Прочие грузы, тонн           | 57 176                       | 99 316                       | 156 492                      |

Состав эскорта
Непосредственное охранение конвоя осуществляла первая группа сопровождения (EG1) ВМС Великобритании под командованием Джона Брума, включавшая в себя 6 эсминцев, 4 противолодочных траулера, 4 сторожевых корабля, 3 тральщика, 2 корабля ПВО, 2 подлодки, три спасательных судна и танкер.
| Силы непосредственного охранения         | Силы непосредственного охранения | Силы непосредственного охранения | Силы непосредственного охранения                             | Силы непосредственного охранения   |
| № п/п                                    | Обозначение                      | Название                         | Тип                                                          | Командир                           |
| ---------------------------------------- | -------------------------------- | -------------------------------- | ------------------------------------------------------------ | ---------------------------------- |
| 1                                        | HMS Keppel (L84)                 | Кеппел                           | эскадренный миноносец типа «Шекспир» («Торникофт»)           | коммандер Дж. Э. Брум              |
| 2                                        | HMS Fury (H76)                   | Фьюри                            | эскадренный миноносец типа «F»                               | лейтенант Ч. Г. Кэмпбелл           |
| 3                                        | HMS Offa (G29)                   | Оффа                             | эскадренный миноносец типа «O»                               | коммандер Р. А. Юинг               |
| 4                                        | HMS Wilton (L128)                | Уилтон                           | эскортный миноносец типа «Хант» (2-я серия)                  | лейтенант Эдриан Нортли            |
| 5                                        | HMS Ledbury (L90)                | Ледбери                          | эскортный миноносец типа «Хант» (2-я серия)                  | лейтенант Роджер П. Хилл           |
| 6                                        | HMS Leamington (G19)             | Лимингтон                        | эскадренный миноносец типа «Таун» (бывшие амер. типа «Викс») | лейтенант Б. М. Д. Дж. Энтон       |
| 7                                        | HMS Lotus (K130)                 | Лотус                            | корвет типа «Флауэр»                                         | лейтенант Генри Холл               |
| 8                                        | HMS La Malouine (K46)            | Ла Малуин                        | корвет типа «Флауэр»                                         | лейтенант Бидуэлл                  |
| 9                                        | HMS Poppy (K213)                 | Поппи                            | корвет типа «Флауэр»                                         | лейтенант Нил Кеннет Бойд          |
| 10                                       | HMS Dianella (K07)               | Дианелла                         | корвет типа «Флауэр»                                         | лейтенант Г. С. Г. Рэнкин          |
| 11                                       | HMS Halcyon (J42)                | Хэлсион                          | тральщик типа «Хэлсион»                                      | капитан-лейтенант Корбетт-Синглтон |
| 12                                       | HMS Britomart (J22)              | Бритомарт                        | тральщик типа «Хэлсион»                                      | лейтенант С. С. Стаммвитц          |
| 13                                       | HMS Salamander (J86)             | Саламандер                       | тральщик типа «Хэлсион»                                      | лейтенант У. Р. Моттрэм            |
| 14                                       | HMT Lord Middleton (FY219)       | Лорд Миддлтон                    | вооружённый траулер (ПЛО)                                    | лейтенант Р. Н. Джеймисон          |
| 15                                       | HMT Lord Austin (FY220)          | Лорд Остин                       | вооружённый траулер (ПЛО)                                    | лейтенант Г. Беггар                |
| 16                                       | HMT Ayrshire (FY225)             | Айршир                           | вооружённый траулер (ПЛО)                                    | лейтенант Лео Гредуэлл             |
| 17                                       | HMT Northern Gem (FY194)         | Ноферн Гем                       | вооружённый траулер (ПЛО)                                    | лейтенант У. Г. Маллендер          |
| 18                                       | HMS Palomares                    | Паломарес                        | корабль ПВО                                                  |                                    |
| 19                                       | HMS Pozarica                     | Позарика                         | корабль ПВО                                                  |                                    |
| 20                                       | Р-614                            | Р-614                            | подводная лодка типа «Р-611»                                 | лейтенант Д. Дж. Бёкли             |
| 21                                       | Р-615                            | Р-615                            | подводная лодка типа «Р-611»                                 | лейтенант П. Э. Ньюстид            |
| Расположение кораблей охранения в ордере |                                  |                                  |                                                              |                                    |
|                                          |                                  |                                  |                                                              |                                    |

Дальнее прикрытие осуществлялось крейсерским соединением (англ. First Cruiser Squadron — CS1) под командованием британского адмирала Луиса Гамильтона. Оно состояло из двух британских крейсеров «Лондон» (флагманский корабль) и «Норфолк», двух американских крейсеров «Тускалуза» и «Уичита» и трёх эсминцев (из них два американских).
| Крейсерское соединение | Крейсерское соединение  | Крейсерское соединение | Крейсерское соединение              |
| № п/п                  | Название                | Транскрипция           | Тип                                 |
| ---------------------- | ----------------------- | ---------------------- | ----------------------------------- |
| 1                      | HMS London (1927)       | «Лондон»               | тяжёлый крейсер типа «Лондон»       |
| 2                      | HMS Norfolk (78)        | «Норфолк»              | тяжёлый крейсер типа «Норфолк»      |
| 3                      | USS Tuscaloosa (CA-37)  | «Тускалуза»            | тяжёлый крейсер типа «Нью-Орлеан»   |
| 4                      | USS Wichita (CA-45)     | «Уичита»               | тяжёлый крейсер типа «Уичита»       |
| 5                      | USS Wainwright (DD-419) | «Уэйнрайт»             | эскадренный миноносец «Симс»        |
| 6                      | USS Rowan (DD-405)      | «Роуэн»                | эскадренный миноносец «Бенхэм»      |
| 7                      | HMS Somali (F33)        | «Сомали»               | эскадренный миноносец типа «Трайбл» |

Дальнее прикрытие состояло из эскадры под командованием адмирала Джона Тови: линкоры «Дюк оф Йорк» и «Вашингтон», авианосец «Викториес», крейсера «Камберленд» и «Нигерия», а также двенадцать эсминцев.
| Силы дальнего прикрытия | Силы дальнего прикрытия | Силы дальнего прикрытия | Силы дальнего прикрытия                     |
| № п/п                   | Название                | Транскрипция            | Тип                                         |
| ----------------------- | ----------------------- | ----------------------- | ------------------------------------------- |
| 1                       | HMS Victorious (R38)    | «Викториес»             | авианосец типа «Илластриес»                 |
| 2                       | HMS Duke of York (17)   | «Дюк оф Йорк»           | Линкор типа «Кинг Джордж V»                 |
| 3                       | USS Washington (BB-56)  | «Вашингтон»             | линейный корабль типа «Норт Кэролайн»       |
| 4                       | HMS Cumberland (57)     | «Камберленд»            | тяжёлый крейсер типа «Кент»                 |
| 5                       | HMS Nigeria (60)        | «Нигерия»               | лёгкий крейсер типа «Фиджи»                 |
| 6                       | HMS Ashanti (F51)       | «Ашанти»                | эскадренный миноносец типа «Трайбл»         |
| 7                       | HMS Blankney (L30)      | «Блэнкни»               | эскортный миноносец типа «Хант» (2-я серия) |
| 8                       | HMS Escapade (H17)      | «Эскапад»               | эскадренный миноносец типа «E»              |
| 9                       | HMS Faulknor (H62)      | «Фэлкнор»               | эскадренный миноносец типа «F»              |
| 10                      | HMS Marne (G35)         | «Марн»                  | эскадренный миноносец типа «M»              |
| 11                      | HMS Martin (G44)        | «Мартин»                | эскадренный миноносец типа «M»              |
| 12                      | USS Mayrant (DD-402)    | «Мэйрант»               | эскадренный миноносец типа «Бенхэм»         |
| 13                      | HMS Middleton (L74)     | «Миддлтон»              | эскортный миноносец типа «Хант» (2-я серия) |
| 14                      | HMS Onslaught (G04)     | «Онслот»                | эскадренный миноносец типа «O»              |
| 15                      | HMS Onslow (G17)        | «Онслоу»                | эскадренный миноносец типа «O»              |
| 16                      | USS Rhind (DD-404)      | «Ринд»                  | эскадренный миноносец типа «Бенхэм»         |
| 17                      | HMS Wheatland (L122)    | «Уитленд»               | эскортный миноносец типа «Хант» (2-я серия) |

Для блокирования выхода в море германских надводных кораблей вдоль побережья Северной Норвегии были развёрнуты две завесы из подводных лодок. Ближе к берегу у выходов из фиордов располагались позиции четырёх советских подводных лодок, чуть мористее располагались ещё девять подводных лодок — восемь британских и одна французская. 5 июля к ним присоединились британские подлодки P-614 и P-615 из состава конвоя PQ-17, а 6 июля советская Щ-422.
| Завеса подводных лодок | Завеса подводных лодок | Завеса подводных лодок | Завеса подводных лодок |
| № п/п                  | Название               | Тип                    |                        |
| ---------------------- | ---------------------- | ---------------------- | ---------------------- |
| 1                      | К-2                    | «Крейсерская»          |                        |
| 2                      | К-21                   | «Крейсерская»          |                        |
| 3                      | К-22                   | «Крейсерская»          |                        |
| 4                      | Щ-403                  | «Щука»                 |                        |
| 5                      | HMS Ursula (N59)       | тип «U»                |                        |
| 6                      | HMS Tribune (N76)      | тип «T»                |                        |
| 7                      | HMS Seawolf (47S)      | тип «S»                |                        |
| 8                      | HMS Trident (N52)      | тип «T»                |                        |
| 9                      | HMS Sahib (P212)       | тип «S»                |                        |
| 10                     | HMS Sturgeon (73S)     | тип «S»                |                        |
| 11                     | HMS Unrivalled (P45)   | тип «U»                |                        |
| 12                     | HMS Unshaken (P54)     | тип «U»                |                        |
| 13                     | Minerve (Q185)         | тип «Минерва»          |                        |

#### Немецкие силы
В зоне прохождения конвоя PQ-17 действовала «волчья стая» подводных лодок под кодовым названием «Eisteufel» («Ледяной чёрт»). С 7 по 29 июня в Арктике были развёрнуты 11 подлодок.
| Подводные лодки | Подводные лодки | Подводные лодки     | Подводные лодки          | Подводные лодки                                     |
| Лодка           | Тип             | Командир            | Кол-во потопленных судов | Примечание                                          |
| --------------- | --------------- | ------------------- | ------------------------ | --------------------------------------------------- |
| U-88            | VIIC            | Хейно Боманн        | 2                        |                                                     |
| U-251           | VIIC            | Генрих Тимм         | 1                        |                                                     |
| U-255           | VIIC            | Рейнхарт Рехе       | 4                        |                                                     |
| U-334           | VIIC            | Хилмар Симон        | 2                        |                                                     |
| U-355           | VIIC            | Гюнтер Ла-Бауме     | 1                        |                                                     |
| U-376           | VIIC            | Фридрих-Карл Маркс  | 1                        |                                                     |
| U-408           | VIIC            | Рейнхард фон Химмен |                          |                                                     |
| U-456           | VIIC            | Макс-Мартин Тайхерт | 1                        |                                                     |
| U-457           | VIIC            | Карл Бранденбург    | 2                        |                                                     |
| U-657           | VIIC            | Генрих Гёльниц      |                          | Находилась в районе, но не добилась ни одной победы |
| U-703           | VIIC            | Хайнц Бильфельд     | 2                        |                                                     |

| Корабли                         | Корабли                         | Корабли                               | Корабли                         |
| Название                        | Транскрипция                    | Тип                                   | Примечание                      |
| Первая боевая группа (Тронхейм) | Первая боевая группа (Тронхейм) | Первая боевая группа (Тронхейм)       | Первая боевая группа (Тронхейм) |
| ------------------------------- | ------------------------------- | ------------------------------------- | ------------------------------- |
| Tirpitz                         | «Тирпиц»                        | линкор типа «Бисмарк»                 |                                 |
| Admiral Hipper                  | «Адмирал Хиппер»                | тяжёлый крейсер типа «Адмирал Хиппер» |                                 |
| Z-4 Richard Beitzen             | «Рихард Байтцен»                | эскадренный миноносец типа «1934»     |                                 |
| Z-6 Theodor Riedel              | «Теодор Ридель»                 | эскадренный миноносец типа «1934»     |                                 |
| Z-10 Hans Lody                  | «Ганс Лоди»                     | эскадренный миноносец типа «1934A»    |                                 |
| Z-14 Friedrich Ihn              | «Фридрих Инн»                   | эскадренный миноносец типа «1934A»    |                                 |
| Z-20 Karl Galster               | «Карл Галстер»                  | эскадренный миноносец типа «1936»     |                                 |
| T7                              |                                 | флотский миноносец                    |                                 |
| T15                             |                                 | флотский миноносец                    |                                 |
| Вторая боевая группа (Нарвик)   |                                 |                                       |                                 |
| Admiral Scheer                  | «Адмирал Шеер»                  | тяжёлый крейсер типа «Дойчланд»       |                                 |
| Lützow                          | «Лютцов»                        | тяжёлый крейсер типа «Дойчланд»       |                                 |
| Z24                             |                                 | эскадренный миноносец типа «1936A»    |                                 |
| Z27                             |                                 | эскадренный миноносец типа «1936A»    |                                 |
| Z28                             |                                 | эскадренный миноносец типа «1936A»    |                                 |
| Z29                             |                                 | эскадренный миноносец типа «1936A»    |                                 |
| Z30                             |                                 | эскадренный миноносец типа «1936A»    |                                 |
| Dithmarschen                    |                                 | судно снабжения                       |                                 |

| Авиация                            | Авиация                                                                | Авиация   | Авиация | Авиация          |
| Авиабазы люфтваффе в Норвегии      | Соединение                                                             | Самолёты  | Кол-во  | Место дислокации |
| ---------------------------------- | ---------------------------------------------------------------------- | --------- | ------- | ---------------- |
| Банак Бардуфосс Билле-фьорд Тромсё | 1-я эскадрилья 406-й группы морской авиации (нем. 1./KüGr.406)         | He.115-C1 | 7       | Тромсё           |
| Банак Бардуфосс Билле-фьорд Тромсё | 1-я эскадрилья 906-й группы морской авиации (нем. 1./KüGr.906)         | He.115-C1 | 8       | Билле-фьорд      |
| Банак Бардуфосс Билле-фьорд Тромсё | 26-я бомбардировочная эскадра «Лев» (нем. Kampfgeschwader 26 «Löwen»)  |           |         |                  |
| Банак Бардуфосс Билле-фьорд Тромсё | 1-я группа (нем. I./KG.26)                                             | He 111H-6 | 42      | Бардуфосс        |
| Банак Бардуфосс Билле-фьорд Тромсё | 30-я бомбардировочная эскадра «Орёл» (нем. Kampfgeschwader 30 «Adler») |           |         |                  |
| Банак Бардуфосс Билле-фьорд Тромсё | 1-я группа (нем. I./KG30)                                              | Ju.88A-4  | 31      | Банак            |
| Банак Бардуфосс Билле-фьорд Тромсё | 2-я группа (нем. II./KG30)                                             | Ju.88A-4  | 36      | Банак            |
| Банак Бардуфосс Билле-фьорд Тромсё | 3-я группа (нем. III./KG30)                                            | Ju.88A-4  | 36      | Бардуфосс        |
| Банак Бардуфосс Билле-фьорд Тромсё | учебно-боевая эскадрилья (нем. Erprobungsstaffel/KG30)                 | Ju.88A-4  | 12      | Банак            |

### Проводка конвоя

#### События 27 июня — 3 июля
27 июня из Мурманска вышел обратный конвой QP-13 в составе 25 судов. Суда конвоя PQ-17 начали выход из Хвальфьорда в 16:00 GMT 27 июня 1942 года. Конвой на этот момент состоял из 35 торговых, 3 спасательных судов и 1 эскадренного танкера, в сопровождении временных сил охранения — 3 тральщиков и 4 вооружённых траулеров. Одно из судов («Эмпайр Тайд») было оборудовано катапультой с самолётом «Харрикейн», который мог использоваться только однократно. Танкером был «Грэй Рейнджер», который должен был сопровождать конвой до конечного пункта, и с которого должны были осуществлять заправку в море корабли охранения. С конвоем вышло и соединение «Q» в составе ещё одного танкера «Олдерсдейл» и устаревшего эсминца «Дуглас» (англ. HMS Douglas (D 90)), которое 2 июля должно было отделиться от конвоя и ждать в районе острова Ян-Майен обратный конвой QP-13.
Суда выстроились в две кильватерные колонны и, в условиях плохой видимости, направились вокруг Исландии на север. Вскоре после выхода один из транспортов, «Ричард Бленд», в густом тумане не удержал строй и наскочил на подводную скалу, получив большую пробоину. В 21:00 из Рейкьявика был выслан буксир, с помощью которого транспорт вернулся в Рейкьявик. Миновав мыс Стромнесс, суда были построены в походный ордер — девять колонн по четыре судна в каждой. Конвой направился в сторону острова Ян-Майен, на встречу с основными силами охранения, которым командовал коммандер Брум. Встреча была запланирована на 30 июня.
В 05:00 29 июня конвой, находясь в густом тумане (видимость до 50 метров), вошёл в зону тяжёлых плавающих льдов. Четыре судна получили повреждения. Американский транспорт «Эксфорд», сообщив о повреждении, получил разрешение вернуться. Танкер «Грэй Рейнджер» получил большую пробоину в носовой части и не мог развить ход больше 8 узлов. Было принято решение заменить «Грэй Рейнджер» танкером «Олдерсдейл» так, чтобы «Грэй Рейнджер» занял место «Олдерсдейла» в составе соединения «Q», ожидавшего у острова Ян-Майен конвой QP-13. В 08:00 того же дня две английские подводные лодки Р-614 и Р-615 вышли из Исландии в сопровождении корвета HMS Dianella (K07), а в 13:30, заправившись с танкера в Сейдис-фьорде, в море вышли корабли ближнего охранения Брума.
После выхода в море сил охранения состоялся телефонный разговор между адмиралом Тови и первым морским лордом Паундом. По воспоминаниям Тови, именно в этом разговоре Паунд впервые упомянул о возможности рассредоточения конвоя в случае атаки «Тирпица». Подобная тактика применялась британским флотом ранее, например, 5 ноября 1940 года во время атаки немецким рейдером «Адмирал Шеер» атлантического конвоя HX-84. Тогда ценой собственной гибели вспомогательный крейсер «Джервис Бей» позволил спастись 32 из 37 рассредоточившихся судов конвоя.
В 17:00, после телефонного разговора с Паундом, соединение Тови вышло из Скапа-Флоу на Оркнейских островах. В состав соединения входили линейные корабли «Дюк оф Йорк» и «Вашингтон», авианосец «Викториес», два крейсера и восемь эскадренных миноносцев. Маршрут кораблей был подобран таким образом, чтобы они могли осуществлять как охранение PQ-17, так и имитировать силы прикрытия ложного конвоя. 29 июня из Скапа-Флоу вышел и сам конвой-приманка — соединение «X» — в составе 5 минных заградителей и 4 угольщиков в сопровождении крейсеров «Сириус» и «Кюрасо», 5 эсминцев и 4 вооружённых траулеров.
Во второй половине дня 30 июня силы охранения под командой Брума догнали PQ-17 и к 15:45 заняли свои места в ордере. Конвой, не замеченный противником, продолжал движение на восток. В тот же день была получена радиограмма главы английской военно-морской миссии в Мурманске. Он сообщал, что конвой QP-13 обнаружен немецким самолётом-разведчиком на следующий день после выхода. Следовательно, немцы должны были предполагать и наличие конвоя PQ-17.
1 июля в 02:00 из Сейдис-фьорда в море вышло крейсерское соединение (англ. First Cruiser Squadron — CS1) под командой Гамильтона. В его состав входили британские крейсера «Лондон» и «Норфолк», американские крейсера «Тускалуза» и «Уичита», а также эсминцы «Уэйнрайт», «Сомали» и «Роуэн». Конвой-приманка достиг 1° восточной долготы. В условиях плохой видимости он так и не был обнаружен противником. Операция была прервана, и соединение «X» вернулось в Скапа-Флоу.
1 июля было получено и сообщение из Мурманска. Из-за непрекращающихся авиационных бомбардировок глава английской военно-морской миссии считал, что корабли и суда конвоя не должны идти в Мурманск. Адмиралтейство решило, что все суда PQ-17, которым позволяет осадка, должны идти в Архангельск.
В полдень 1 июля конвой был обнаружен противником. Над судами появился самолёт-разведчик Fw-200 «Кондор». С этого момента конвой находился под практически непрерывным наблюдением самолётов, а в дальнейшем и подводных лодок, первая из которых заметила суда ближе к вечеру. Она была отогнана глубинными бомбами с кораблей охранения, но позже дала радиограмму о местоположении конвоя. Эта радиограмма первой дошла до штаба ВМС в Киле (сообщение с самолёта-разведчика было получено с задержкой на 10 часов). Теперь радиомолчание можно было нарушить, и Брум провёл сеанс связи с Адмиралтейством. Погода и корабли охранения мешали лодкам атаковать, поэтому им приходилось следить за конвоем в ожидании лучшей возможности.
Во второй половине 1 июля немецкий самолёт-разведчик Fw-200 «Кондор» обнаружил линейные силы Тови. Эта информация позволила 2 июля немецкому командованию сделать вывод о том, что англичане придерживаются стандартной тактики — проводка прямого и обратного конвоя одновременно с дальним прикрытием из тяжёлых кораблей. Так как всё шло согласно плану, было принято решение о начале первого этапа операции «Ход конём».
2 июля погода не способствовала воздушным атакам. Туман вынудил немцев поберечь основные силы 5-го воздушного флота и применить поплавковые гидросамолёты-торпедоносцы Heinkel He-115. Семь самолётов эскадрильи 1./406 атаковали конвой вечером 2 июля. Однако сильный зенитный огонь рассеял самолёты эскадрильи. Самолёт командира эскадрильи капитана Ватера был сбит, но экипаж был спасён самолётом фельдфебеля Арабина, который под обстрелом кораблей эскорта смог сесть на воду и взлететь со своим командиром.
Вечером 2 июля немцы начали выдвижение надводных сил на передовые базы в Вестфьорде и Альта-фьорде. Первая боевая группа, состоявшая из линкора «Тирпиц» и тяжёлого крейсера «Адмирал Хиппер» в сопровождении эсминцев «Hans Lody», «Karl Galster», «Theodor Riedel» и миноносцев T7 и T15, вышла в Альта-фьорд. Позже к ним присоединился эсминец «Рихард Байтцен». Однако в сильном тумане «Ганс Лоди», «Karl Galster» и «Theodor Riedel» наскочили на мель и вынуждены были вернуться обратно. Вторая боевая группа вышла из Нарвика в составе тяжёлых крейсеров «Лютцов» и «Адмирал Шеер» в сопровождении эсминцев Z24, Z27, Z28, Z29, Z30 и судна снабжения «Dithmarschen». Вскоре после выхода, ночью 3 июля, «Лютцов» наскочил на подводную скалу и, получив пробоину, прервал своё участие в операции.
3 июля прошло в относительном спокойствии. Крейсерская группа Гамильтона шла в 20—30 милях севернее конвоя. Почти весь день конвой и крейсерская группа шли в густом тумане. Несмотря на то, что над конвоем постоянно висели разведчики Bv-138, атак авиации не было. Подводные лодки периодически пытались выйти в атаку, но их успешно отгоняли корабли охранения. Поскольку ледовая обстановка позволяла, конвой прошёл приблизительно в 50 милях к северу от острова Медвежий, став первым конвоем PQ, прошедшим севернее него.
В этот день пришла и тревожная новость. После нескольких дней безуспешных попыток разведки немецких баз британский самолёт-разведчик сообщил о том, что гавань Тронхейма пуста. Но, зная по разведданным, что выход немецких кораблей из гавани планировался приблизительно за 36 часов до атаки, Адмиралтейство считало, что пока непосредственной угрозы атаки конвоя немецкими надводными кораблями нет.

#### События 4 июля
4 июля американцы отмечали День независимости и с началом нового дня стали получать поздравления с других кораблей и судов конвоя. К утру туман начал рассеиваться. В 04:52 GMT+2 (02:52 по Гринвичу) сквозь разрыв в облаках проскочил одиночный He-115 и торпедировал американский транспорт «Кристофер Ньюпорт». Судно потеряло ход, и 47 человек его команды были сняты «Замалеком», а Брум приказал подводной лодке Р-614 добить судно. Торпеда Р-614 не причинила особого вреда транспорту, попытки «Дианеллы» затопить его тоже не увенчались успехом. Судно было брошено в дрейф и, позже, в 08:23, потоплено немецкой подлодкой U-457.
Вскоре туман окончательно рассеялся. Крейсерское соединение приблизилось к конвою и следовало в нескольких милях впереди. За кормой конвоя висела пара Bv-138. Постепенно к ним стали присоединяться бомбардировщики Ju-88, кружившиеся над конвоем в ожидании удобного момента для атаки. К полудню конвой подобрался к 25-му меридиану восточной долготы — месту, где его должно было покинуть крейсерское соединение. В 12:30 Гамильтон получил от Адмиралтейства разрешение следовать с конвоем дальше на восток и уходить, когда тот сочтёт нужным. Гамильтон, несмотря на возражения адмирала Тови, радировал, что будет с конвоем до прояснения ситуации, но не позднее чем до 14:00 5 июля.
После полудня конвой подвергся методической бомбардировке с Ju-88. Атаки были немногочисленными, но держали зенитчиков в постоянном напряжении. Незадолго до 17:00 в атаку на конвой попытались выйти гидросамолёты He-115 406-й эскадрильи. Но их попытки приблизиться к конвою на дистанцию сброса торпед успешно пресекались зенитным огнём кораблей охранения.
В 20:22 GMT+2 началась атака 25 торпедоносцев He-111 26-й эскадрильи. Они заходили в атаку с двух направлений — правых кормового и носового углов, перпендикулярно друг другу. Атака с носовых углов была встречена сильным зенитным огнём заправлявшегося в этот момент с «Олдерсдейла» американского эсминца «Уэйнрайт». Эсминец развернулся и на полном ходу направился в сторону самолётов, ведя огонь из всех орудий. По воспоминаниям очевидцев, «Уэйнрайт» превратился в огнедышащий вулкан, а его эффективный огонь заставил торпедоносцы преждевременно сбросить торпеды и рассеяться. Эсминцем был сбит самолёт лидера этой атаки, лейтенанта Георга Каумейера.
Атака с кормовых углов оказалась для «хейнкелей» более успешной. Несмотря на плотный зенитный огонь, лидер атаки лейтенант Хеннеман не свернул с курса и был сбит, успев сбросить свои торпеды, попавшие в «Нэйварино». Другими самолётами его группы были повреждены «Азербайджан» и «Уильям Хупер». Спасательные суда сняли экипажи с «Нэйварино» и «Уильяма Хупера». Танкер «Азербайджан» смог восстановить ход и через час после начала атаки догнал конвой. Несмотря на потерю ещё двух кораблей, конвой отбил массированную атаку торпедоносцев и сохранил строй. Оптимизм моряков конвоя хорошо иллюстрирует фраза, записанная в своём дневнике командиром эскорта Брумом:

Моё впечатление от решительности, проявленной конвоем и эскортом, таково, что если не кончатся боеприпасы, PQ-17 может пройти куда угодно.— 
В 21:00 крейсерская группа находилась в 5 милях впереди конвоя. А в течение следующего получаса из Адмиралтейства пришли три радиограммы, решившие судьбу конвоя.
- 21:11 Крейсерскому соединению отойти на запад полным ходом.
- 21:23 Ввиду угрозы надводных кораблей конвою рассредоточиться и следовать в русские порты.
- 21:36 Согласно моей от 21:23 конвою рассеяться.

Отправке этих радиограмм предшествовало заседание в Адмиралтействе под председательством первого морского лорда Дадли Паунда. Ранним вечером были получены разведданные о том, что тяжёлые немецкие корабли сосредоточены в Альта-фьорде. Адмиралтейство решило, что нападение «Тирпица» на конвой запланировано приблизительно на 02:00 5 июля. Было очевидно, что крейсерское соединение должно быть отозвано ввиду неспособности оказать сопротивление немецкому линкору. На совещании были рассмотрены три варианта действий: 1) отзыв крейсерской группы и продолжение движения конвоя, 2) разворот конвоя навстречу эскадре Тови и попытка перехватить немцев, 3) рассредоточение конвоя. Первые два были признаны неэффективными. Несмотря на отсутствие информации о выходе немецких кораблей из Альта-фьорда, лордом Паундом было принято практически единоличное решение (его поддержал только заместитель начальника морского штаба адмирал Мур) о рассеивании конвоя.
Были отправлены радиограммы об отзыве крейсерской группы и рассеивании судов конвоя. Однако во второй отправленной радиограмме была применена формулировка «рассредоточиться», а это, согласно инструкциям, подразумевало, что суда покидают строй конвоя и самостоятельно на полной скорости добираются до портов назначения. Это могло привести к тому, что суда бы шли плотным строем. Поэтому была отправлена уточняющая радиограмма с формулировкой «рассеяться». И теперь суда конвоя должны были разойтись в разные стороны веерообразно и поодиночке двигаться в порт следования.
Передача радиограмм в такой последовательности и с такими формулировками привела к тому, что Гамильтон и Брум пришли к выводу, что немецкие корабли на подходе к конвою. Поэтому, когда Брум предложил Гамильтону присоединить эсминцы эскорта к крейсерскому соединению, тот согласился. Брум лично передал приказание Адмиралтейства о рассредоточении конвоя изумлённому коммодору конвоя Даудингу, следовавшему на «Ривер Афтоне». А затем выдал приказ остающимся кораблям и судам:

Конвою рассеяться и следовать в русские порты. Эскортным кораблям, кроме эсминцев, самостоятельно следовать в Архангельск.— 
Подводные лодки получили приказ действовать самостоятельно. После ухода Брума старшим офицером сил охранения становился командир «Позарики» капитан 1 ранга Джек Джонси. Крейсера и эсминцы развернулись и на полном ходу прошли вдоль судов конвоя на запад. Это действие произвело деморализующее воздействие на экипажи остающихся судов. Моряки транспортов почувствовали себя брошенными на произвол судьбы. К тому же «Норфолку» пришлось бросить только что взлетевший для разведки «Валрус», потому что его не удалось отозвать обратно. Позже этот самолёт вернулся из разведки, сел на воду и был взят на буксир «Паломаресом».
В своих воспоминаниях Брум упоминает, что в те дни приказ «действовать самостоятельно» означал «действовать отдельно от „Кеппела“». Однако оставшиеся корабли охранения буквально исполнили приказ и на максимально возможной скорости покинули охраняемые суда. В 23:00 Джонси, оставшийся старшим офицером, просигналил кораблям охранения: «Рассредоточиться и следовать самостоятельно». Присоединив к себе в целях противолодочного охранения тральщики «Бритомарт» и «Хэлсион», «Позарика» отправилась на восток. Ещё один корабль ПВО «Паломарес» запросил разрешение сформировать малый конвой из шедших севернее семи судов и пяти кораблей охранения. Но, получив отказ от старшего офицера, присоединил к себе корветы «Лотос» и «Ла-Малоне» и ушёл на северо-восток к кромке паковых льдов. Ближе к утру 5 июля к ним присоединилось спасательное судно «Рэтлин».
Капитан траулера «Айршир» счёл путь к Архангельску слишком опасным, поэтому присоединив к себе транспорты «Айронклэд» и «Трубэдуэ», двинулся на северо-запад, к острову Надежды. Утром 5 июля к этой группе присоединилось американское судно «Сильвер Сод». Корабли и суда расходились по разным направлениям — на север, восток и юг, идя как поодиночке, так и группами по несколько судов.

#### События 5 июля
5 июля немецкие подлодки и авиация занялись поиском и уничтожением оставшихся без защиты судов конвоя PQ-17. Первой жертвой стал «Эмпайр Байрон». Его в подводном положении преследовала U-703 капитан-лейтенанта Байлфельда. В 07:15 GMT+1 Байлфельд выбрал позицию для атаки и выпустил по английскому транспорту две торпеды, которые не попали в цель. Выпущенные чуть позже ещё две торпеды также не достигли цели. В «Эмпайр Байрон» попала только пятая торпеда, выпущенная в 08:27. На двух шлюпках смогли спастись 42 человека, 18 погибли. Шедшая чуть южнее U-88 капитан-лейтенанта Боманна догнала «Карлтон». В 10:15 GMT+2 две торпеды поразили судно. Моряки смогли спастись на единственной уцелевшей шлюпке и спасательных плотах.
В 09:00 для немецких кораблей в Альта-фьорде была объявлена четырёхчасовая готовность к выходу. 1-я и 2-я боевые группы снялись с якоря около 11:00. Немецкий штаб берёг свои корабли, поэтому Шнивинд получил от Карльса приказ действовать с максимальной осторожностью:

Кратковременные быстротечные действия с частичным успехом важнее, чем тотальная победа, достигнутая в течение длительного времени. Немедленно донесите, если корабли будут обнаружены авиацией противника. Если обстановка сомнительна — без колебаний прекращайте операцию. Ни в коем случае не допускайте успеха противника в действиях против наших кораблей.— 
К 15:00 немецкие корабли вышли из узостей шхер в открытое море. К этому времени к атакам против рассредоточенных судов PQ-17 подключились бомбардировщики 30-й бомбардировочной эскадры. Первую половину дня на аэродромах стоял туман. К обеду он рассеялся, и всю вторую половину дня бомбардировщики занимались охотой на суда конвоя. Подводные лодки иногда одновременно пытались выйти в атаку на одну и ту же цель. Около 14:30 GMT+2 U-456 выпустила две торпеды и потопила «Хоному». Всплыв для допроса спасавшихся на лодках моряков, лодка обнаружила, что рядом с ней всплыли U-334 и U-88, тоже охотившиеся за американским судном.
Следовавшие вместе «Фэйрфилд Сити» и «Дэниэл Морган» около 14:00 попытались скрыться в полосе тумана, но за несколько минут до входа в неё были обнаружены немецкими гидросамолётами Bv-138. Когда около 15:00 суда вышли из тумана, они были атакованы Ju-88. Три самолёта быстро расправились с «Фэйрфилд Сити», добившись нескольких попаданий. «Дэниэл Морган», вооружённый 76-мм зениткой, несколько часов успешно отбивал атаки. Однако ближе к вечеру Ju-88 сумели повредить судно. Наблюдавшая за американским судном подводная лодка U-88, воспользовавшись этим, добила его, выпустив в 22:52 GMT+2 две торпеды. К счастью для моряков, они вскоре были подобраны советским танкером «Донбасс».
Нервное напряжение у команд судов было так велико, что некоторые экипажи покидали свои суда при малейшей опасности. Так, увидев на горизонте подводную лодку, команда покинула «Сэмюэль Чейз» на шлюпках. Пустое судно дрейфовало два часа, прежде чем экипаж рискнул опять подняться на борт. Подобная же история произошла и с «Алькоа Рейнджер», который был покинут командой, когда над судном завис разведывательный «фокке-вульф». Команда вернулась на транспорт только после того, как разведчик улетел.
Шедший в одиночку «Питер Керр» около 15:00 подвергся атаке гидросамолётов-торпедоносцев He-115 1-й эскадрильи 906-й эскадры, но смог уклониться от всех торпед. Через два часа шедший на юг транспорт подвергся атаке трёх Ju-88. «Питер Керр» получил несколько попаданий и был оставлен экипажем. После 17:00 авиацией были потоплены или повреждены ещё несколько судов. Атаке бомбардировщиков подверглась идущая на восток группа, состоявшая из тральщика «Саламандер», танкера «Олдерсдейл», транспорта «Оушен Фридом» и спасательного «Зафаран». Корабли шли в пределах видимости друг друга, а на юго-восток от них шёл «Замалек». Около 17:30 бомбами был повреждён «Олдерсдейл». С ним остался «Саламандер», для того чтобы снять экипаж. Приблизительно в это же время бомбами был повреждён «Зафаран». Недалеко от этого места находилась группа «Паломареса». Отделившийся от неё «Бритомарт» и подошедший на помощь «Замалек» сняли с тонущего «Зафарана» людей. Маленький конвой в составе «Замалека» и «Оушен Фридома» под охраной «Паломареса», «Бритомарта» и «Хэлсиона» продолжил путь на восток. А позже к ним присоединился «Саламандер», снявший с «Олдерсдейла» экипаж.
Группа из трёх транспортов «Болтон Кастл», «Вашингтон» и «Паулюс Поттер» после рассеивания конвоя шла на север. Достигнув кромки паковых льдов, они повернули на восток и шли вдоль неё к Новой Земле. К вечеру 5 июля их нашли бомбардировщики. Первой жертвой стал «Вашингтон». Судно не получило прямых попаданий, но в результате многочисленных близких разрывов лишилось управления и начало принимать воду. Экипаж покинул судно на шлюпках. Следующим стал «Болтон Кастл». Одна из бомб попала в трюм с перевозимым кордитом. Корабль превратился в пылающую свечу. К счастью для экипажа, порох не сдетонировал, а выгорел. В трюме проплавилась дыра, и корабль стал быстро набирать воду. Экипаж покинул корабль на шлюпках. «Паулюс Поттер» в результате нескольких попаданий также потерял управление и был покинут экипажем. Всё это произошло в течение нескольких минут, при этом никто из моряков не пострадал. «Вашингтон» горел, «Болтон Кастл» быстро пошёл ко дну, а «Паулюс Поттер» выглядел невредимым. Не желая оказаться ещё раз на борту атакованного судна, некоторые моряки отказывались подыматься на борт других судов, пытавшихся оказать им помощь. Также шедшая на север, но из-за меньшей скорости хода отставшая от троицы «Олопана» подошла к тонущим кораблям. Но моряки всех судов отказались подниматься на её борт. Они предпочли остаться на шлюпках и продолжать плавание на них, считая что это будет безопаснее. Снабдив их продовольствием, «Олопана» ушла. Шлюпки с «Болтон Кастла» ушли к находившемуся в 400 милях на юго-восток советскому берегу. Шлюпки с «Вашингтона» и «Паулюс Поттера» не побоялись низких температур прильдовых вод и пошли на восток к более близкой Новой Земле.
Около 17:00 группа Ju-88 атаковала идущий в ледяном крошеве «Панкрафт». Судно загорелось и было покинуто экипажем, так как в одном из его трюмов был груз взрывчатки. Судно горело весь следующий день и взлетело на воздух утром 7 июля. Ещё одно звено бомбардировщиков атаковало одиночный «Эрлстон» и несколькими попаданиями лишило его хода. Этим воспользовалась преследовавшая его U-334. К 17:47 «Эрлстон» затонул, получив от неё две из трёх выпущенных торпед. Чуть позже U-334 была ошибочно атакована немецким самолётом. Повреждённая лодка вечером 5 июля вынуждена была прервать операцию и в сопровождении U-456 вернулась в Норвегию.
Сигнал бедствия с «Панкрафта» был принят на кораблях группы «Позарики». Незадолго до этого было получено сообщение Адмиралтейства о том, что немецкие корабли обнаружены и идут на перехват конвоя. Капитан «Позарики» счёл задержку кораблей для проведения спасательной операции слишком рискованной. Капитан «Лотоса», посчитавший, что задачей его корабля является охрана судов конвоя, а не хорошо вооружённого корабля ПВО, развернулся и отправился на помощь. Корвет нашёл шлюпки с «Панкрафта» около 20:00 и, сняв с них всех людей, направился на соединение с группой «Позарики» в район пролива Маточкин Шар на Новой Земле.
Судно коммодора конвоя Даудинга «Ривер Афтон» шло на северо-восток, пока не достигло кромки льдов. А потом двинулось на восток, в сторону Новой Земли. Дойти до неё ему не удалось. С 21:02 по 22:22 GMT+1 U-703 выпустила по «Ривер Афтону» три торпеды, пустив его на дно.
Около 16:00 GMT+2 на горизонте группу немецких кораблей обнаружила К-21 капитана 2-го ранга Лунина. Немецкая эскадра шла прямо на К-21. Но в 16:30 корабли изменили курс, и К-21 пришлось использовать кормовые аппараты. В 17:01 GMT+2 лодка вышла на позицию для атаки и выпустила по «Тирпицу» 4 торпеды, после чего начала отрыв от эскадры на глубине 30 метров. В 17:04 GMT+2 подводники услышали два взрыва. Лунин передал сообщение об обнаружении немецкой эскадры и двух попаданиях в «Тирпиц». Фактически же попаданий достигнуто не было, на немецкой эскадре даже не зафиксировали факт атаки. В 19:16 немецкая эскадра была обнаружена советским разведывательным самолётом ДБ-3Ф. И, наконец, около 20:30 их обнаружила английская подводная лодка HMS Unshaken. Сообщения об обнаружении выхода немецкой эскадры, распространённые в незашифрованном виде английской военной радиостанцией Клиторпс, были перехвачены немецкой службой радиоперехвата. По результатам сообщений подлодок и авиации стало понятно, что рассеивание конвоя уже произошло. Из-за раннего обнаружения выхода «Тирпица» дальнейшее преследование судов конвоя немецкое командование сочло слишком рискованным, так как стало возможным начало охоты на эскадру «Тирпица» с применением английской палубной авиации и последующим привлечением линейных сил. В 21:30, после получения приказа о прекращении операции, германские корабли развернулись на обратный курс и направились на свои базы в Норвегии.
5 июля 1942 года из Кольского залива для усиления защиты судов конвоя вышли эсминцы «Гремящий», «Грозный» и «Сокрушительный». Советское командование на тот момент не имело сведений о роспуске конвоя, поэтому 7 июля эсминцы израсходовали топливо и, так и не обнаружив судов конвоя, вернулись на базу.

#### События после 5 июля
Группа судов в составе «Сильвер Сода», «Трубэдуэ» и «Айронклэда» под сопровождением «Айршира» дошла до паковых льдов и к вечеру 5 июля обнаружила, что дойти до острова Надежды невозможно. Капитан траулера сообщил, что намерен остаться во льдах. Корабли в течение ночи и всего следующего дня медленно продвигались во льдах, пока не оказались среди плотного льда, приблизительно в 20 милях от свободной воды. Корабли остановились, а их палубы и борта, обращённые к югу, были выкрашены в белый цвет. Маскировка была настолько успешной, что суда так и не были обнаружены пролетавшими самолётами.
В 11:00 группа кораблей, состоявшая из «Паломареса», тральщиков «Бритомарт», «Хэлсион», «Саламандер» и спасательного судна «Замалек», увидела берег Новой Земли. На небольшом расстоянии позади этой группы шёл «Оушен Фридом». К 14:30 эта группа вошла в пролив Маточкин Шар и стала на якоря. С помощью подобранного два дня назад «Валруса» провели разведку и установили, что выход в Карское море закрыт льдом. Поэтому остался только один путь — на юг по Баренцевому морю. К 18:00 в залив вошли «Позарика», «Ла-Малоне» и «Поппи». В 19:00 «Ла-Малоне» был отправлен в море на поиск судов конвоя. К 22:00 под его сопровождением вошли в пролив и стали на якорь транспорты «Хузиер», «Эль Капитан», «Сэмюэль Чейз» и «Бенджамин Харрисон». К концу дня в Маточкин Шар зашли траулеры «Ноферн Гем», «Лорд Остин» и «Лорд Миддлтон», а за ними «Лотос» с экипажами «Панкрафта» и «Ривер Афтона» на борту.
С севера к Новой Земле, растянувшись, поодиночке шли семь судов — «Джон Уайтерспун», «Алькоа Рейнджер», «Эмпайр Тайд», «Беллингем», «Хартлбери», «Олопана» и «Уинстон-Сэйлем». Отставший от группы «Паломареса» «Джон Уайтерспун» около 12:30 решил изменить курс на юг и идти не к Новой Земле, а попытаться прорваться к горлу Белого моря. Но в 16:40 он был настигнут U-255. Подводная лодка выпустила по нему три торпеды. Судно потеряло ход и стало тонуть. Экипаж перешёл на шлюпки. После того, как U-255 выпустила по нему четвёртую торпеду, транспорт быстро разломился пополам и затонул. Около 18:20 одиночный Ju-88 спикировал на идущий на юг «Пан Атлантик». Судно получило два попадания, одно из них в трюм с кордитом. Раздался взрыв, и у судна оторвало нос. Транспорт пошёл на дно в течение нескольких минут, а с ним 26 человек из его экипажа. Всё это случилось к огромному неудовольствию капитанов U-88 и U-703, которые весь день преследовали судно, пытаясь выйти в атаку.
U-255 шла на север вдоль Новой Земли, когда обнаружила «Беллингем». Подлодка выпустила две торпеды по «Беллингему», но, к досаде Рейнхарта Рехе, одна из торпед прошла мимо, а вторая попала в борт, но не взорвалась. Судно скрылось за горизонтом. Чуть позже, около 09:30 U-255 нашла «Алькоа Рейнджер». Одной торпеды хватило, чтобы остановить судно. У Рехе осталось только три торпеды, поэтому он решил поберечь их и добил транспорт артиллерийским огнём. Далеко к северу вышедший из тумана «Эмпайр Тайд» увидел гибель «Алькоа Рейнджер» и поэтому развернулся и пошёл в залив Моллера, где стал на якорь и решил подождать прихода конвойных судов.
Около 15:30 U-457 обнаружила брошенный экипажем «Олдерсдейл» и добила его. Приблизительно с 14:50 U-355 преследовала «Хартлбери», который пытался пройти вдоль Новой Земли на юг. Около 19:40 капитан-лейтенант Гюнтер Ла-Бом вышел на позицию для атаки и выпустил по транспорту четыре торпеды, две из которых попали в цель. Приблизительно через 10 минут U-355 выпустила по «Хартлбери» пятую торпеду. Судно разломилось пополам и быстро затонуло. На воде остались лишь два спасательных плотика и полузатопленная шлюпка. Многие моряки утонули или замёрзли позже в ледяной воде. До берега удалось добраться только 20 членам экипажа.
ВВС Северного флота пытались осуществить прикрытие судов конвоя силами дальних истребителей Пе-3 95-го истребительного полка (ИАП). В начале июля полк перебазировался на полевую площадку. 6 июля из первого вылета по разведке погоды не вернулась машина капитана Н. Ф. Кирикова. Следующие три дня вылетам Пе-3 мешала плохая погода и они смогли оказать помощь судам конвоя только утром 10 июля.
В 19:00 7 июля из Маточкина Шара вышел конвой из 17 кораблей — пять транспортов и спасательное судно под охранением двух кораблей ПВО, трёх корветов, трёх тральщиков и трёх траулеров. Они направились на юг в направлении Канина Носа, планируя затем по достижении его повернуть ко входу в Белое море. К вечеру поднялся густой туман, в котором «Бенджамин Харрисон» потерялся и вернулся обратно в пролив Маточкин Шар.
Утром 7 июля в Архангельск прибыл корвет «Дианелла». После пополнения запасов топлива он вышел обратно в море 8 июля для поиска спасательных шлюпок с потопленных судов.
Ещё во второй половине 7 июля после потери «Эмпайр Тайда» U-255 обнаружила идущий на юг ещё один транспорт и начала преследование. К ночи 8 июля она догнала судно, которым оказалась «Олопана». Единственная выпущенная торпеда попала в неё около 01:05. Затем подлодка всплыла и добила транспорт артиллерийским огнём. В условиях плохой видимости «Уинстон-Сэйлем» сел на мель юго-восточнее мыса Северный Гусиный Нос.
8 июля в 02:30 разведывательный Fw-200 обнаружил идущие на юг приблизительно в 160 километрах от Канина Носа «Беллингем» и «Рэтлин». Дальше произошло довольно неординарное событие. Разведчик, вместо того, чтобы вызвать бомбардировщики, снизился и на бреющем полёте стал обстреливать «Беллингем». Зенитным огнём самолёт был сбит и упал в море. С «Рэтлина» спустили на воду катер, но самолёт затонул до того, как из него смог выбраться хотя бы кто-то из экипажа. На входе в Северную Двину «Беллингем» и «Рэтлин» нашли ожидающий лоцмана советский танкер «Донбасс». Три судна вошли в порт Архангельска 9 июля, став первыми судами PQ-17, добравшимися до точки назначения.
Конвой, вышедший из Маточкина Шара, двигался на юг вдоль Новой Земли. По пути следования им встречались шлюпки с потопленных ранее судов. Были подобраны моряки с «Джона Уайтерспуна» и «Пан-Атлантика». Вечером 8 июля конвой из 16 кораблей попал у южной оконечности Новой Земли в тяжёлые льды. В тумане корабли потеряли друг друга. Им пришлось разворачиваться и идти на запад вдоль кромки льдов. К утру 9 июля корабли оказались разбиты на две группы. В первую вошли «Хузиер», «Эль-Капитан» и «Замалек» под охранением кораблей ПВО «Позарика» и «Паломарес», сторожевиков «Ла-Малоне», «Поппи», «Лотос» и траулера «Лорд Остин». Отставшая от них приблизительно на 40 миль группа состояла из «Оушен Фридома» и «Сэмюэля Чейза» под охранением трёх тральщиков и траулеров «Лорд Миддлтон» и «Ноферн Гем».
В атаку на эти две группы кораблей пытались выйти подводные лодки U-376, U-408 и U-703, но их своевременно обнаруживали и отгоняли глубинными бомбами суда охранения. Вечером 9 июля первая группа вышла из тумана. В 20:15 она была обнаружена Bv-138, который навёл на неё бомбардировщики 30-й эскадры. В 22:00 конвой находился в 60 милях от материка. Атаки Ju-88 второй и третьей групп 30-й эскадры начались незадолго до полуночи. Атаки шли волна за волной с разных направлений. Первой жертвой стал «Хузиер». Корабль лишился хода, и Даудинг приказал «Поппи» и «Ла-Малоне» снять экипаж и затопить судно. «Ла-Малоне» поджёг транспорт 102-мм снарядами, но не смог его потопить. Позже его добила U-376. В 03:00 10 июля в результате повреждений хода лишился «Замалек», но, к его счастью, атаки самолётов прекратились. Конвой ушёл вперёд, но вскоре механикам судна удалось устранить все поломки и продолжить путь. В 05:45 пришёл черёд «Эль-Капитана». Бомбы, сброшенные одиночным «юнкерсом», разорвались в нескольких метрах от левого борта, и этого оказалось достаточно, чтобы судно потеряло ход. Экипаж был подобран «Лордом Остином», а брошенное судно через несколько часов добито U-251. Атаки самолётов прекратились. Чуть позже конвой догнал «Замалек». Во время атак коммодор конвоя Даудинг пытался вызвать для прикрытия советские истребители, но безуспешно. Корабли расстреляли практически весь боезапас и остались без защиты.
В 11:00 начались атаки шестнадцати «юнкерсов» 1-й группы и учебно-боевой эскадрильи 30-й эскадры на вторую группу конвоя. Первым был повреждён «Сэмюэль Чейз». Однако берег был близко, поэтому было предпринято всё для его спасения. Группа разделилась. Один из тральщиков взял судно на буксир и потащил к Йоканьге. «Оушен Фридом» в сопровождении «Бритомарта» и «Ноферн Гема» ушёл вперёд. Во второй половине дня наконец-то появились истребители прикрытия — Пе-3 и «Харрикейны». Они отогнали подходившую группу немецких бомбардировщиков. В Йоканьге две группы конвоя соединились. К ним присоединились несколько советских эсминцев и тральщиков, и под прикрытием истребителей остатки конвоя около 16:00 11 июля прибыли в Архангельск. Здесь их уже ожидали пришедшие ранее «Донбасс», «Беллингем» и спасатель «Рэтлин».
8 июля на помощь конвою PQ-17 командованием Северного флота из Ваенги были посланы эскадренные миноносцы «Гремящий», «Грозный», «Куйбышев» и «Сокрушительный». В ночь на 10 июля группа советских кораблей, осуществлявшая поиски одиночных транспортов, попала в зону плавучего 4-бального льда и была вынуждена снизить скорость до малого (6 узлов). В это время она была атакована четырьмя немецкими бомбардировщиками Ju-88, которые сбросили на эсминцы шестнадцать бомб, но все бомбы прошли мимо цели; только эсминцы «Гремящий» и «Сокрушительный» получили лёгкие повреждения и деформацию корпуса. Транспортов из состава PQ-17 кораблям обнаружить не удалось и вечером 10 июля они возвратились в Ваенгу. Пополнив топливо, эсминцы «Грозный», «Куйбышев» и «Урицкий» вышли к Новой Земле для поиска судов конвоя.
11 июля немецкие подводные лодки начали возвращаться на свои базы. 13 июля при возвращении на базу U-255 обнаружила дрейфующий «Паулюс Поттер». Обследовав его, Рехе выпустил по нему последнюю торпеду, и через две минуты судно затонуло. Это был последний затонувший транспорт из состава PQ-17. 15 июля на базу вернулись U-251, U-255, U-376 и U-703. Последней 16 июля на базу вернулась U-457. Ещё 12 июля самолёты-разведчики обследовали зону поиска конвоя PQ-17, не обнаружив ни одного судна. Немецким командованием было заявлено о полном уничтожении конвоя.
«В порт пришли три судна из тридцати семи… Несчастливый конвой»
Но операция союзников по спасению PQ-17 продолжалась. 9 июля в пролив Маточкин Шар на Новой Земле вошли траулер «Айршир» и транспорты «Айронклэд», «Трубэдуэ» и «Сильвер Сод». Здесь они присоединились к «Бенджамину Харрисону» и стали ожидать прихода кораблей эскорта, чтобы двигаться в Архангельск. Связь между Маточкиным Шаром, «Эмпайр Тайдом» и находившимся в заливе Моллера и сидевшим на мели «Уинстоном Сэйлемом» поддерживалась с помощью «Каталины» полковника И. П. Мазурука. К берегам Новой Земли приставали шлюпки с потопленных судов. «Айршир» подобрал недалеко от входа в Маточкин Шар три шлюпки с «Фэйрфилд Сити». К «Уинстону Сэйлему» вышли шлюпки с «Олопаны» и «Хартлбери». Советское гидрографическое судно «Мурманец» 13—17 июля подобрало с спасательных шлюпок в море и с берега Новой Земли 144 моряка с «Вашингтона», «Паулюс Поттера», «Олапаны», «Алькова Рейнджер» и «Хатлбьюри», доставив их на борт «Эмпайр Тайд», а также обстреляло и вынудило отказаться от атаки и покинуть район выходившую для атаки на него немецкую подводную лодку U-601. Последним в Маточкин Шар в сопровождении минзага «Мурман» пришёл укрывавшийся с 7 июля в бухте Советская Гавань танкер «Азербайджан».
16 июля в Архангельск из поиска возвратилась «Дианелла» с 61 моряком с «Эмпайр Байрона» на борту. В ночь с 16 на 17 июля командор конвоя вышел на борту «Поппи» в сопровождении «Лотоса» и «Ла-Малоне». Они прибыли в Маточкин Шар 20 июля. Около 02:00 21 июля три корвета вместе с «Айрширом» и советским траулером вывели из пролива «Айронклэд», «Трубэдуэ», «Сильвер Сод» и «Бенджамин Харрисон». Впереди конвоя шёл советский ледокол «Мурман», на который перешёл Даудинг. Забрав по дороге «Эмпайр Тайд», они двинулись к Архангельску. С «Уинстоном Сэйлемом» остались два советских буксира, которые пытались стащить его с отмели.
22 июля к конвою Даудинга присоединились «Позарика», «Паломарес», «Дианелла», тральщики «Леда» и «Хазард» и советские эсминцы «Урицкий» и «Валериан Куйбышев». Но эти предосторожности уже были излишними. Вечером 24 июля, не встретив сопротивления немцев, конвой Даудинга пришёл в Архангельск. 28 июля в Архангельск прибыло последнее судно конвоя — снятый с мели «Уинстон-Сэйлем».

## Итоги

### Потери союзников
Из 35 транспортов до Архангельска добрались только 11. 2 судна вернулись в Исландию. 22 транспорта общим тоннажем более 142 тысяч тонн были потоплены немецкими подводными лодками и авиацией. На дно ушли 210 самолётов, 430 танков, 3350 автомобилей и 99 316 тонн других генеральных грузов. Кроме того, танкер «Азербайджан», повреждённый торпедой, потерял через пробоину часть груза льняного масла, а большая часть груза «Уинстона Сэйлема» была выброшена за борт на Новой Земле.
Помимо транспортов были также потоплены спасательное судно «Зафаран» и эскадренный танкер «Олдерсдейл». Таким образом, общее количество потерь PQ-17 составило 24 судна. Потери экипажей судов составили 153 человека. Из них только 7 погибли до момента роспуска конвоя.
| № п/п | Дата потопления    | Судно                 | Транскрипция        | Тоннаж | Флаг           | Повреждён авиацией | Кто потопил | Квадрат | Число погибших | Примечание |
| ----- | ------------------ | --------------------- | ------------------- | ------ | -------------- | ------------------ | ----------- | ------- | -------------- | ---------- |
| 1     | 4 июля 08:23GMT+2  | «Christopher Newport» | «Кристофер Ньюпорт» | 7191   | США            | ×                  | U-457       | АВ3685  | 3              |            |
| 2     | 4 июля 21:00GMT+2  | «William Hooper»      | «Уильям Хупер»      | 7177   | США            | ×                  | U-334       | АС1667  | 3              |            |
| 3     | 5 июля             | «Navarino»            | «Нэйварино»         | 4841   | Великобритания |                    | Авиация     |         | 1              |            |
| 4     | 5 июля 11:10GMT+2  | «Carlton»             | «Карлтон»           | 5127   | США            |                    | U-88        | АС2974  | 4              |            |
| 5     | 5 июля 10:15GMT+2  | «Empire Byron»        | «Эмпайр Байрон»     | 6645   | Великобритания |                    | U-703       | АС2629  | 18             |            |
| 6     | 5 июля 14:30GMT+2  | «Honomu»              | «Хоному»            | 6977   | США            |                    | U-456       | АС2937  | 19             |            |
| 7     | 5 июля             | «Fairfield City»      | «Фэйрфилд Сити»     | 5686   | США            |                    | Авиация     |         | 6              |            |
| 8     | 5 июля 17:15GMT+2  | «Earlston»            | «Эрлстон»           | 7494   | Великобритания | ×                  | U-334       | АС2659  |                |            |
| 9     | 5 июля             | «Bolton Castle»       | «Болтон Кастл»      | 5203   | Великобритания |                    | Авиация     |         |                |            |
| 10    | 5 июля             | «Washington»          | «Вашингтон»         | 5564   | США            |                    | Авиация     |         |                |            |
| 11    | 5 июля             | «Peter Kerr»          | «Питер Керр»        | 6476   | США            |                    | Авиация     |         |                |            |
| 12    | 5 июля             | «Zaafaran»            | «Зафаран»           | 1559   | Великобритания |                    | Авиация     |         | 1              |            |
| 13    | 5 июля 22:00GMT+2  | «River Afton»         | «Ривер Афтон»       | 5423   | Великобритания |                    | U-703       | АС3568  | 23             |            |
| 14    | 5 июля 23:50GMT+2  | «Daniel Morgan»       | «Дэниэл Морган»     | 7177   | США            | ×                  | U-88        | АС3769  | 3              |            |
| 15    | 6 июля             | «Pan Atlantic»        | «Пан Атлантик»      | 5411   | США            |                    | Авиация     |         | 26             |            |
| 16    | 6 июля 20:43GMT+2  | «John Witherspoon»    | «Джон Уайтерспун»   | 7180   | США            |                    | U-255       | АТ7136  | 1              |            |
| 17    | 7 июля 12:32GMT+2  | «Alcoa Ranger»        | «Алькоа Рейнджер»   | 5116   | США            |                    | U-255       | АТ4876  |                |            |
| 18    | 7 июля             | «Pankraft»            | «Панкрафт»          | 5644   | США            |                    | Авиация     |         | 2              |            |
| 19    | 7 июля 15:13GMT+2  | «Aldersdale»          | «Олдерсдейл»        | 8402   | США            | ×                  | U-457       | АС3834  |                |            |
| 20    | 7 июля 19:50GMT+2  | «Hartlebury»          | «Хартлбери»         | 5082   | Великобритания |                    | U-355       | АТ4589  | 37             |            |
| 21    | 8 июля 02:08GMT+2  | «Olopana»             | «Олопана»           | 6069   | США            |                    | U-255       | АТ4827  | 6              |            |
| 22    | 10 июля 05:45GMT+2 | «El Capitan»          | «Эль Капитан»       | 5255   | Панама         | ×                  | U-251       | АС9554  |                |            |
| 23    | 10 июля 04:15GMT+2 | «Hoosier»             | «Хузиер»            | 5060   | США            | ×                  | U-376       | АС9843  |                |            |
| 24    | 13 июля 08:25GMT+2 | «Paulus Potter»       | «Паулюс Поттер»     | 7168   | Нидерланды     | ×                  | U-255       | АС3437  |                |            |

### Потери Германии
За время проведении операции против конвоя PQ-17, кригсмарине не понесло потерь среди надводных кораблей и подводных лодок. Со 2 по 10 июля подлодками были израсходованы 72 торпеды, из которых цель поразили 27. Всего подлодками было потоплено 16 судов конвоя, часть которых до того уже были повреждены самолётами.
Для атак конвоя PQ-17 самолётами люфтваффе было осуществлено 202 самолёто-вылета: гидросамолётами-торпедоносцами He-115 было совершено 29 вылетов, торпедоносцами He-111 — 43 и бомбардировщиками Ju-88 — 130 вылетов. Торпедоносцами сброшена 61 торпеда и повреждено четыре судна. Всего же самолётами было потоплено 8 судов, ещё 8 были повреждены, а затем добиты подлодками. Ещё три повреждённых судна смогли дойти до Архангельска.
За это время в операциях, так или иначе связанных с PQ-17, люфтваффе было потеряно 11 самолётов (сбиты или разбились при посадке и списаны). Отнесение этих потерь на счёт PQ-17 в различных источниках рассматривается по-разному, поэтому и число потерянных люфтваффе машин варьируется в них от пяти до одиннадцати. По утверждению российских историков, в вылетах по поиску и спасению уцелевших кораблей конвоя авиацией Северного флота было сбито 4 немецких самолёта (входят ли они в общее число указанных выше потерь люфтваффе, неясно).
| Дата    | Тип       | Заводской и тактический номера | Соединение                       | Командир экипажа                | Примечание |
| ------- | --------- | ------------------------------ | -------------------------------- | ------------------------------- | --- |
| 2 июля  | Bv.138C-1 | WNr.0310034 «7R+GH»            | 1./SAGr.125                      | обер-ефрейтор Вальтер Небендаль | При возвращении на базу разбился в тумане на юго-западном побережье Порсангер-фьорда. Все пять человек экипажа погибли.                                                               |
| 4 июля  | Bv.138C-1 | WNr.0310119 «7R+HH»            | 1./SAGr.125                      | унтер-офицер Вальтер Каль       | Занимаясь поиском PQ-17, пропал без вести. Сбит британскими самолётами в 300 км северо-восточнее Исландии. Все 5 членов экипажа пропали без вести.                                    |
| 4 июля  | He.115-C1 | WNr.0002759                    | 1./KüGr.406                      | гауптман Герберт Фатер          | Сбит во время атаки PQ-17. Экипаж спасён севшим на воду самолётом фельдфебеля Арабина из той же эскадрильи                                                                            |
| 4 июля  | He.111H-6 | WNr.0007156 «1H+MH»            | 1./KG.26                         | лейтенант Георг Каумейер        | Сбит зенитным огнём «Уэйнрайта». Все четыре человека экипажа подобраны эсминцем «Ледбери»                                                                                             |
| 4 июля  | He.111H-6 | WNr.0007098 «1H+GH»            | 1./KG.26                         | лейтенант Конрад Хеннеман       | Во время атаки «Нэйварино» сбит плотным зенитным огнём. Экипаж погиб. |
| 4 июля  | He.111H-6 | WNr.0007147 «1H+LK»            | 1./KG.26                         | обер-лейтенант Скёнер           | Повреждён во время атаки PQ-17. Сел на воду около Тромсё. Экипаж спасён рыбаками. |
| 5 июля  | He.111H-6 | WNr.0007084                    | 1./KG.26                         |                                 | Тяжело повреждён. На обратном пути сел «на брюхо» на побережье Маланген-фьорда. Из экипажа никто не пострадал.                                                                        |
| 5 июля  | He.111H-6 | WNr.0007011                    | 1./KG.26                         | фельдфебель Эмиль Клара         | Тяжело повреждён — разбился при посадке из-за боевых повреждений и списан. Погиб борт-стрелок.                                                                                        |
| 8 июля  | Fw.200C-4 | WNr.0000101 «F8+EH»            | 1./KG.40                         | обер-лейтенант Альбер Грамков   | Сбит зенитным огнём «Беллингема» и «Рэтлина» в 160 милях от мыса Святой Нос. Весь экипаж из восьми человек погиб.                                                                     |
| 10 июля | Ju.88A-4  | WNr.0002137 «4D+AH»            | 1./KG.30                         | гауптман Эберхард Шрёдер        | Сбит Пе-3 над Баренцевым морем. Экипаж из четырёх человек пропал без вести. |
| 10 июля | Ju.88A-4  | WNr.0140043 «4D+QA»            | опытная эскадрилья Erpr.St./KG30 |                                 | Сбит зенитным огнём и упал в воду в районе Йоканьги. Предположительно при атаке советских эсминцев, возвращавшихся из поиска судов PQ-17. Экипаж из четырёх человек пропал без вести. |

### Причины
Проводка каравана PQ-17 стала одной из самых трагичных историй Второй мировой войны. За всё время проводки конвоев ни один из них не понёс столь больших потерь в транспортных судах. Поэтому становятся понятны эпитеты, применяемые в описаниях его истории, — разгром, катастрофа, трагедия, «злосчастный конвой», «конвой обречённых», «конвой в ад». Несмотря на единство взглядов на масштабы катастрофы, называемые историками её причины сильно различаются.

#### Версии
«камень на шее»
В 1942 году первый морской лорд Дадли Паунд писал главнокомандующему ВМФ США адмиралу Кингу о том, что «конвои становятся камнем на шее союзников», так как они являются постоянным источником потерь крейсеров и эсминцев. Великобритания неоднократно пыталась убедить США и СССР в том, что проводка конвоев через Арктику является слишком рискованным мероприятием. Упоминая эти сетования и последовавший за разгромом PQ-17 перерыв в отправке конвоев, некоторые авторы (например, Сергеев в книге «Германские подводные лодки в Арктике 1941—1942») считают, что конвой PQ-17 с самого начала был обречён на уничтожение. Этот разгром должен был послужить основанием для прекращения отправки конвоев.
Однако эта версия не подтверждается дальнейшими событиями. Несмотря на перерыв в отправке конвоев, поставки в СССР только возросли. Так, в июне 1942 года в СССР было поставлено 155 тысяч тонн грузов, в июле 195 тысяч тонн, в августе 216 тысяч тонн. Полное прекращение поставок было невыгодно Великобритании, так как СССР занимал ведущую роль в её «стратегии непрямых действий». Согласно этой стратегии, страны Оси должны были быть окружены «опоясывающим кольцом» армий союзников, а экономическое доминирование США и Великобритании в последующей войне на истощение ресурсов позволит одержать победу. И основной задачей для Великобритании было удержание СССР в войне, для чего использовались и поставки по ленд-лизу. Вместе с тем последовавшее за разгромом PQ-17 увеличение поставок через Иран было выгодно Великобритании, так как, во-первых, увеличивало её присутствие в Иране, а во-вторых, могло способствовать улучшению снабжения её армий в Северной Африке.
«приманка для Тирпица»
Согласно одной из версий, конвой PQ-17 был приманкой для линкора «Тирпиц». Считается, что конвой должен был выманить из фьордов немецкий линкор, а потом к уничтожению «Тирпица» должны были приступить тяжёлые английские корабли. Этой версии придерживался адмирал А. Г. Головко, который в 1942 году был командующим Северным флотом СССР.
Несмотря на то, что возможность охоты на «Тирпиц» в зоне западнее острова Медвежий не исключалась, в зоне восточнее острова Медвежий Адмиралтейство не располагало силами для выполнения такой операции. А согласно плану Джона Тови, чтобы конвой привёл «Тирпиц» к английским линейным силам, конвой должен был не рассеиваться, а разворачиваться и идти на запад навстречу английской эскадре.

#### Повлиявшие факторы
В какой-то степени все эти версии имеют под собой основание, так как факторов, превративших проводку конвоя PQ-17 в разгром, было много. Немецкая авиация господствовала в воздухе Заполярья, а немецкие подводные лодки хозяйничали в Баренцевом море. Советский Северный флот и приданные ему авиационные части были слишком слабы, чтобы самостоятельно обеспечить надёжное прикрытие конвоев к востоку от 20-го меридиана, как того хотели англичане. В этих условиях и союзники, и СССР понимали, что при проводке конвоев в Арктике потери в судах и кораблях охранения неизбежны. Эта ситуация не являлась экстраординарной. С подобными проблемами англичане столкнулись в Средиземном море при проводке конвоев на Мальту. Летом 1942 года, как и арктические конвои, они несли тяжёлые потери. При этом тяжёлые потери несли также и корабли эскорта:
| Дата              | Назначение         | Конвой / операция | Транспортов в конвое | Из них потоплено | Дошло до порта назначения | Потери кораблей охранения        |
| ----------------- | ------------------ | ----------------- | -------------------- | ---------------- | ------------------------- | -------------------------------- |
| 21—30 мая 1942    | арктический конвой | PQ-16             | 35                   | 7                | 27                        | —                                |
| 11—15 июня        | мальтийский конвой | «Harpoon»         | 6                    | 4                | 2                         | 2 эсминца                        |
| 11—16 июня        | мальтийский конвой | «Vigorous»        | 11                   | 2                | 0                         | 1 крейсер, 3 эсминца             |
| 27 июня — 10 июля | арктический конвой | PQ-17             | 35                   | 22               | 11                        | —                                |
| 2—15 августа      | мальтийский конвой | «Pedestal»        | 14                   | 9                | 5                         | авианосец, 2 крейсера, 1 эсминец |
| 2—21 сентября     | арктический конвой | PQ-18             | 43                   | 13               | 27                        | 2 эсминца                        |

Дополнительными факторами, повлиявшими на судьбу PQ-17, стала неспособность союзников нейтрализовать тяжёлые надводные немецкие корабли, и, в частности, «Тирпиц». К востоку от острова Медвежий Адмиралтейство могло надеяться только на развёрнутые на пути его выдвижения подводные лодки. Дополнительной головной болью Адмиралтейства было беспокойство за судьбу крейсерской группы. Вместе с попыткой управлять действиями флота из штаба, находящегося за 2000 миль от места событий, это привело к выдаче лордом Паундом поспешного приказа о рассеивании конвоя. Ошибочность этого решения и превратила проведение тяжёлой операции в катастрофу. Отмечались как несвоевременность выдачи этого приказа (за полсуток до реального выхода «Тирпица» в море), так и сомнительная эффективность данного решения. Командующий флотом Метрополии Джон Тови резонно предполагал, что немецкие надводные корабли не будут атаковать соединение, если в его составе будут эсминцы.
Дополнительными усугубляющими факторами стали действия Гамильтона и Брума по получении неоднозначных радиограмм от Адмиралтейства. Ошибочно решив, что крейсера идут в бой с приближающимся «Тирпицем», Брум предложил Гамильтону присоединить его эсминцы к крейсерскому соединению. Гамильтон, понимая, что они будут в будущей битве подспорьем, сделал это. Если бы Гамильтон, как ему и было предписано, находился в 30 милях от конвоя, этого бы, скорее всего, не произошло. Защита эсминцев Брума была бы не лишней для остающихся судов конвоя.
Все эти ошибки привели к тому, что беззащитные суда стали лёгкой добычей немецкой авиации и подводных лодок. Проанализировав всё это, Адмиралтейство решило изменить тактику при проведении следующего конвоя.

## Последствия
Уже 17 июля, ещё до окончательного выяснения всех обстоятельств проводки конвоя PQ-17, Черчилль писал Сталину:

...В случае с последним конвоем под номером PQ-17 немцы наконец использовали свои силы таким способом, которого мы всегда опасались. Они сконцентрировали свои подводные лодки к западу от острова Медвежий, а свои надводные корабли держали в резерве для нападения к востоку от острова Медвежий...
Я должен объяснить опасности и трудности этих операций с конвоями, когда эскадра противника базируется на Крайнем Севере. Мы не считаем правильным рисковать нашим флотом метрополии к востоку от острова Медвежий или там, где он может подвергнуться нападению немецких самолётов, базирующихся на побережье. Если одно или два из наших весьма немногочисленных мощных судов погибли бы или хотя бы были серьёзно повреждены, в то время как «Тирпиц» и сопровождающие его корабли, к которым скоро должен присоединиться «Шарнхорст», остались бы в действии, то всё господство в Атлантике было бы потеряно...

В своём послании Черчилль попытался донести до Сталина необходимость приостановить отправку новых конвоев. На что Сталин в категоричной форме ответил ему 23 июля:

Приказ Английского Адмиралтейства 17-му конвою покинуть транспорты и вернуться в Англию, а транспортным судам рассыпаться и добираться в одиночку до советских портов без эскорта наши специалисты считают непонятным и необъяснимым. Я, конечно, не считаю, что регулярный подвоз в северные советские порты возможен без риска и потерь. Но в обстановке войны ни одно большое дело не может быть осуществлено без риска и потерь. Вам, конечно, известно, что Советский Союз несёт несравненно более серьёзные потери.

В августе Адмиралтейство сосредоточило усилия на проводке конвоя к осаждённой Мальте, для чего снова пришлось, как и в июне, использовать силы эскорта, взятые из флота Метрополии. Для охранения нового конвоя в СССР не хватало кораблей, поэтому он откладывался до сентября. Вынужденную паузу решено было использовать для разработки нового плана. Адмиралтейство постаралось учесть все ошибки, ради чего пришлось внести кардинальные изменения.
Было решено усилить эскорт. Наконец-то конвой получил истребительное прикрытие — в охранение вошёл эскортный авианосец «Эвенджер», на борту которого находилось 12 истребителей «Харрикейн» и три патрульных «Суордфиша». В состав охранения также была включена «ударная группа» в составе крейсера «Сцилла» и 19 эсминцев. Тови считал, что такого количества эсминцев будет достаточно, чтобы отбить у немцев охоту использовать тяжёлые корабли.
В СССР на время проводки конвоя перебрасывалась авиагруппа под командованием полковника КВВС Ф. Л. Хопса. В её состав вошли 4 фоторазведчика «Спитфайр», 144-я и 455-я эскадрильи торпедоносцев «Хэмпден» и 210-я эскадрилья патрульных «Каталин». Торпедоносцы должны были нейтрализовать тяжёлые немецкие корабли в Баренцевом море, а патрульные самолёты заняться подводными лодками. Наземный персонал и снаряжение для авиагруппы в августе были доставлены американским крейсером «Тускалуза» и эсминцами.
Изменена была и схема проводки. Суда конвоя выходили не из Исландии, а из Лох Ю в Шотландии. Обратный конвой QP-14 выходил не одновременно с PQ-18, а позже. Эти меры должны были запутать противника и использовать «ударную группу эсминцев» и эскортный авианосец для проводки обоих конвоев. Кроме того, Джон Тови не выходил в море с силами дальнего прикрытия, а оставался управлять операцией в Скапа-Флоу, находясь на прямой связи с Лондоном. Это должно было развязать руки командирам соединений на местах, защитив их от ненужного вмешательства Уайтхолла.
Германское командование ошибочно считало, что рассеивание конвоя — заслуга массированных атак люфтваффе. Поэтому надводным кораблям в новой битве отводилась только вспомогательная роль. Они выставляли минные заграждения и должны были атаковать обратный конвой. Считалось, что для разгрома следующего конвоя достаточно будет авиации и подводных лодок.
Конвой PQ-18 отправился в путь 2 сентября 1942. Несмотря на сильное охранение, он понёс заметные потери: 13 транспортов из 40. При проводке обратного конвоя были потеряны 3 транспорта, эсминец и тральщик. Противник также понёс значительные потери: Германия потеряла в обеих операциях 3 подводные лодки и 41 самолёт.
Планам отправки дальнейших конвоев помешала операция «Торч» — высадка союзников в Северной Африке. Для высадки были привлечены все имеющиеся корабли эскорта, поэтому отправка больших конвоев в СССР была прекращена до полярной зимы. Чтобы смягчить недовольство Сталина, союзники осуществляли поставки по другим каналам, а в Арктике были применены «капельные поставки». Ещё в августе два советских судна поодиночке прошли северным маршрутом. Эту тактику решили применить и союзники. Поодиночке до зимы в СССР были отправлены 13 судов, из которых до цели добрались 5. Следующий полноценный конвой в СССР был отправлен только в декабре 1942, уже с новым индексом — JW-51.

## Изложение истории конвоя
Во время войны сообщения о разгроме конвоя подчинялись пропагандистскому правилу «завышай потери противника и умолчи или уменьшай свои собственные». Министерство пропаганды доктора Геббельса не преминуло воспользоваться описанием разгрома каравана в своих целях. Лорд Хау-Хау вёл передачи по радио, в ярких красках расписывая потопление брошенных на произвол судьбы транспортов. В Арктике действовали целых три съёмочных группы, а кадры кинохроники, отснятые ими, использовались потом для восхваления побед Третьего рейха. В нейтральных странах немцы растиражировали в целях пропаганды снимки гибнущих судов и терпящих бедствие моряков. Было заявлено о «величайшей катастрофе» и о том, что потоплен американский крейсер и 35 судов.
Союзники же наоборот стремились скрыть информацию о масштабах произошедшей трагедии. Английская «Дейли Геральд» лишь через месяц в небольшой заметке сообщала о «одной из крупнейших конвойных битв», но говорила о том, что конвой прорвался. Американский «Лайф», также 4 августа, опубликовал снимки снятые с «Уэйнрайта» в День независимости, привёл немецкую версию, указав что конвой понёс потери, но не настолько большие, как сообщают немцы. И что «несмотря на потери, по сообщениям русских, конвой благополучно прибыл в их арктический порт». Весной 1943 года разразился скандал, когда лорд Уинстер в палате лордов потребовал объяснений и подробностей относительно «самого ужасного похода в мире».
Обет молчания был нарушен американскими газетами уже в феврале 1945 года, когда из германских лагерей стали прибывать пленные моряки с американских судов. Эти сведения вызвали громкий скандал и британское Адмиралтейство вынуждено было выпустить коммюнике. Однако в нём достаточно точно описывались события только по 4 июля, а дальнейшие события описывались очень туманно.
После войны описание трагедии PQ-17 было тесно связано со стремительным охлаждением отношений бывших союзников. В октябре 1948 года в газете «Красный флот» были опубликованы две статьи капитана 2-го ранга В. Андреева, в которых в адрес Адмиралтейства прозвучала резкая критика и было заявлено об отдании приказа о расформировании конвоя без всякой на то необходимости и о том, что корабли эскорта, которые должны были защищать суда, покрыли себя несмываемым позором, оставив на произвол судьбы беззащитные суда. В Англии разразился новый скандал, но при этом он стал приобретать вид «антисоветской кампании». Адмиралтейство заявило о том, что роспуск конвоя был неизбежен, и напомнило бывшему союзнику о 40 успешных арктических конвоях и той цене, которую за это пришлось заплатить. В газете «Правда» даже появилась статья в защиту Адмиралтейства, в которой говорилось о «несомненном мужестве» американского и английского флота при проводке конвоя.
Следующая порция информации о конвое появилась уже в самой Великобритании. В октябре 1950 года в приложении к «Лондон газетт» были опубликованы рапорты адмирала Тови, касающиеся русских конвоев. В них были приведены все данные о проводке конвоев и озвучена реальная цифра потерь PQ-17. При этом пресса обратила внимание на новые обстоятельства — требования Тови к Адмиралтейству об усилении эскорта конвоев, сокращении конвоев в летнее время, безответные просьбы к русским о помощи и множество ссылок на отсутствие взаимодействия с Кремлём.
Но, несмотря на то, что сэр Дадли Паунд умер ещё в 1943 году, имя отдавшего приказ так и не было названо. Лишь в 1957 году, в труде официального историка Адмиралтейства Стивена У. Роскилла «Война на море» было сказано, что приказ о роспуске конвоя был дан Дадли Паундом и о том, что этот приказ был тяжелейшей ошибкой. Сокрытие Адмиралтейством уже после войны всей правды о PQ-17 вызывало у моряков, участвовавших в проводке PQ-17, недоумение и называлось «второй ошибкой Адмиралтейства».
В 1968 году Дэвид Ирвинг, английский писатель, специализирующийся на военной истории Второй мировой войны, выпустил книгу «Destruction of Convoy PQ.17» о PQ-17, в которой в основном сосредоточился на ошибках союзного командования. В частности, вину за рассеяние конвоя Ирвинг возложил на командира непосредственного прикрытия Дж. Брума. В ответ Брум подал в суд иск о клевете и выиграл дело. Суд не только обязал Ирвинга выплатить рекордную на то время компенсацию в 40 000 фунтов стерлингов, но и запретил книгу к дальнейшему распространению. Джек Брум также издал «Конвою рассеяться», в которой на основе журнала радиограмм дана история конвоя. Тем не менее, в 1971 году книга Ирвинга была издана в СССР под названием «Разгром конвоя PQ-17».
В советской и российской историографии при описании трагедии конвоя часто упоминается о том, что подводная лодка К-21 смогла сделать то, чего не мог добиться английский флот, и немецкое соединение во главе с «Тирпицем» прекратило свою операцию из-за её успешной торпедной атаки. И что оставление кораблями охранения конвоя было проявлением трусости, а трагедия конвоя стала лишь предлогом для прекращения поставок в самое трудное для СССР время (немецкие армии рвались к Кавказу и Сталинграду). Упоминая о том, что СССР провёл масштабную поисково-спасательную операцию, советские историки обычно умалчивали о том, что Северный флот оказался не в состоянии обеспечить безопасность прохождения в своей оперативной зоне, а советская авиация — подавить авиацию люфтваффе и надёжно защитить конвои от атак немецких бомбардировщиков даже у своих берегов.
Вместе с тем отдавалось должное мужеству британских моряков:

Ни у кого... нет оснований сомневаться в храбрости, стойкости и неустрашимости моряков английских кораблей... Было достаточно времени, случаев и фактов, чтобы оценить по достоинству серьёзное отношение английских моряков к своим обязанностям и к союзническому долгу в борьбе с общим врагом...
Личные качества британских моряков и политика английского правительства — вещи разные.
— Адмирал А. Г. Головко, «Вместе с флотом»
Несмотря на то, что в столь сложной и больной теме трудно оставаться нейтральным, в печати всё чаще появляются публикации, более взвешенно подходящие к описанию истории конвоя. Опубликованы и переводы ряда английских книг. Из описания всех этих книг вырисовывается картина не только трагически гибнувших судов, но и негодование экипажей крейсеров и эсминцев, вынужденных по приказу Адмиралтейства оставить охраняемые корабли, мужество оставшихся кораблей эскорта, отвага защищавших свои суда моряков и членов военных команд, помощь, оказанная терпящим бедствие морякам авиацией и кораблями Северного флота. Все эти усилия не пропали даром и, несмотря на разгром PQ-17, поставки арктическими конвоями внесли свой вклад в победу союзников во Второй мировой войне.

## В массовой культуре
В 1955 году вышел роман А. Маклина «Крейсер „Улисс“». В романе, написанном по мотивам трагедии конвоя PQ-17, описывалась история некоего арктического конвоя, вышедшего в СССР. Так же, как и PQ-17, конвой был разгромлен после ошибочных действий лордов Адмиралтейства. В 1968 году сокращённый перевод этого романа вышел в СССР под названием «Корабль его величества „Улисс“».
В 1966 году в США вышел роман «The Captain» голландского автора Яна де Хартога. В книге, разошедшейся почти миллионным тиражом, повествовалось о судьбе одного из арктических конвоев, суда которого были практически полностью потоплены подводными лодками.
В мае 1970 года в ленинградском журнале «Звезда» был опубликован роман В. Пикуля «Реквием каравану PQ-17» о трагической судьбе конвоя PQ-17. В этом романе наряду с изображением мужества советских, английских и американских моряков автор делал акцент на политических причинах произошедшей трагедии.
В 1972 году на киностудии имени Довженко режиссёром Владимиром Довганем по сценарию К. И. Кудиевского был снят фильм «Семнадцатый трансатлантический». В фильме рассказывалось об арктическом конвое, шедшем в Мурманск в июне 1942 года. Британские корабли эскорта, выполняя приказ своего командования, не вступили в бой с немецкими подводными лодками и авиацией и бросили транспорты без охраны. Большинство судов с ценными грузами было потоплено.
В 1974 году был опубликован роман К. И. Кудиевского «Горькие туманы Атлантики».
В 2004 году на экраны вышел восьмисерийный телесериал «Конвой PQ-17», снятый по мотивам романа Валентина Пикуля.
Трагедии конвоя посвящены несколько песен Александра Городницкого («Памяти конвоя PQ-17», «Не сидеть нам в таверне»).
В 2020 году Центром исторического добровольчества «Паруса истории» было объявлено о запуске проекта «Трагедия каравана PQ-17».